# Hornachos
Hornachos est une commune d’Espagne appartenant à la province de Badajoz, dans la communauté autonome d’Estrémadure.
La commune est traversée par la Sierra Grande, sur le flanc sud de laquelle s’étend le bourg-centre, en bordure de la fertile pénéplaine de Tierra de Barros. L’économie est essentiellement agricole (oliveraies, élevage porcin), avec quelques industries agroalimentaires.
Mentionnée pour la première fois par Ptolémée, la zone d’Hornachos hébergeait à l’époque romaine un oppidum, peut-être en rapport avec quelque activité minière. Décadent sous les Wisigoths, Hornachos connut un nouvel essor après la conquête islamique et l’arrivée de populations berbères, industrieuses et dépositaires de nouvelles techniques agricoles (irrigation, agriculture intensive, cultures nouvelles), qui vinrent se fixer au pied de la Sierra. La forteresse, en surplomb du bourg, date de cette époque islamique. Attribué à l’ordre de Santiago après la reconquête chrétienne (1352), Hornachos, qui comptait 4 000 habitants au XVIe siècle, demeura — fait très rare — très majoritairement musulmane, y compris après l’édit de 1502 prescrivant la conversion forcée des morisques ; en effet, les Hornacheros, s’ils avaient certes accepté le baptême, allaient, à la faveur de l’isolement de leur lieu de résidence, de leur position majoritaire et de la cohésion clanique de leur communauté, maintenir leurs traditions et leur culture (mélange singulier d’éléments barbaresques et islamiques et de traditions proprement hispaniques) et continuer à pratiquer clandestinement leur ancienne foi, en dépit des persécutions par le tribunal de l’Inquisition, des confiscations de biens, des baptêmes forcés, et des tentatives de métissage avec des familles de chrétiens de souche. Après le décret d’expulsion (1609), les Hornacheros furent déportés, souvent en abandonnant femme et enfants, vers le Maroc, où ils réussirent, en exploitant les guerres intestines locales et en préservant leur ancienne cohésion, à s’emparer, par un coup de force, de la kasbah de Salé ; c’est sur ce territoire exigu, comprenant une enceinte fortifiée sur l’embouchure du fleuve, que des écueils rendaient d’accès difficile, qu’ils fondèrent une sorte de république corsaire indépendante (1626-1666). Finalement vaincus par le sultan, les Hornachegos de Salé se fondirent dans la population pour échapper aux persécutions, ou, pour certains, retournèrent secrètement en Espagne. Entre-temps, le bourg d’Hornachos se remit mal de l’expulsion, déclinant démographiquement et économiquement dans les siècles suivants.
De la période islamique, la commune garde la forteresse, d’origine incontestablement maure, et quelques tours de guet et maisons-fortes, ainsi qu’un ensemble d’hortillons (huertas) avec leur système d’irrigation. L’église paroissiale, datée du XVIe siècle, est un exemple marquant d’art mudéjar.

## Géographie

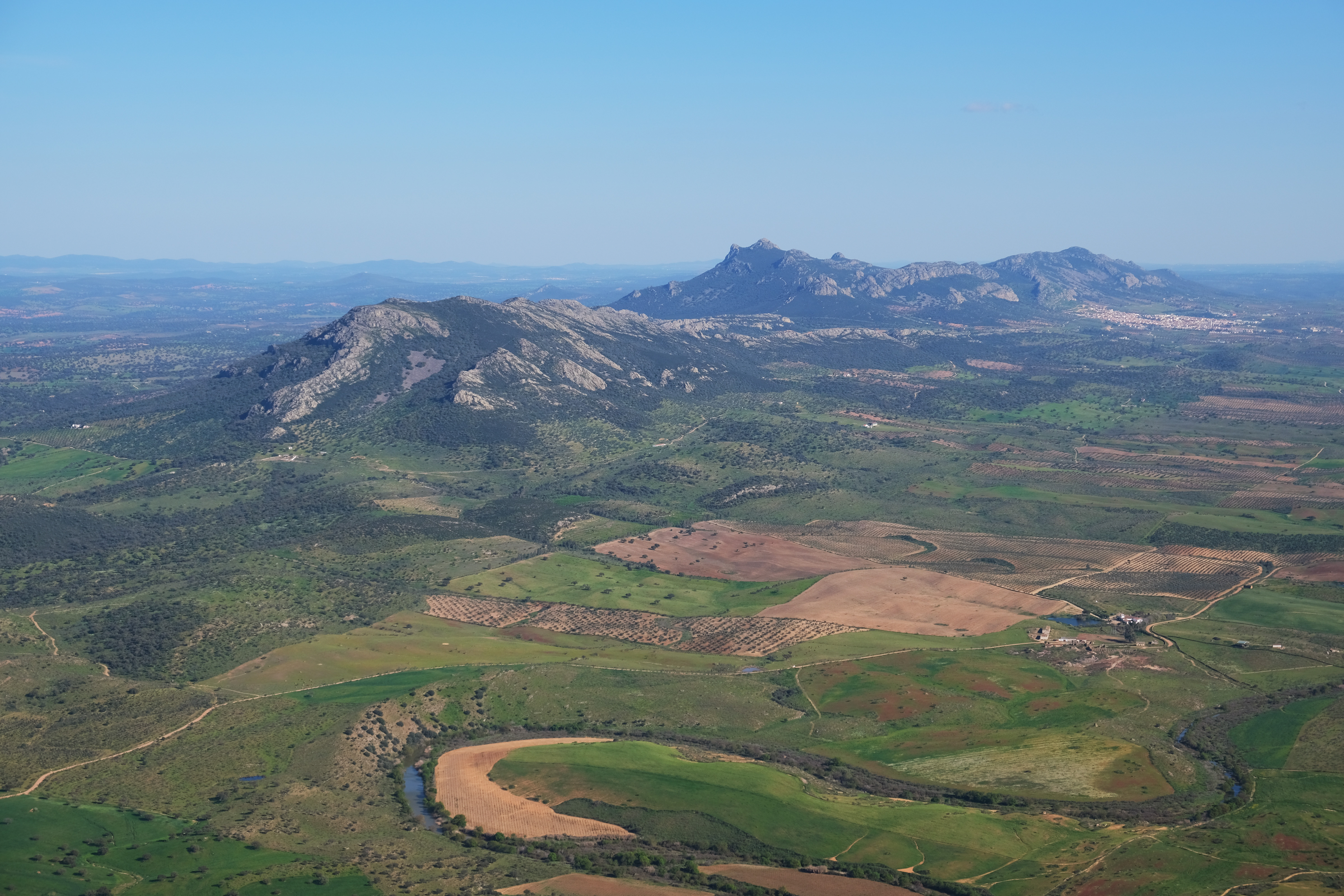
La pénéplaine de Tierra de Barros, avec, à l’avant-plan, quelques méandres de la rivière Matachel. À l’arrière-plan, la chaîne de montagne Sierra Grande, au pied de laquelle (sur son flanc sud-ouest) s’accroche l’agglomération d’Hornachos.

La commune de Hornachos, dont les limites dessinent une forme vaguement trapézoïdale d’environ 15 km de hauteur, se situe au centre de la province de Badajoz. Le territoire de la commune est traversé diamétralement par la chaîne montagneuse appelée Sierra Grande (ou Sierra Grande de Hornachos), qui s’étire selon un axe nord-ouest / sud-est et détermine une séparation entre les régions de Tierra de Barros, de La Serena et de Campiña Sur. Culminant, par le piton Peñón de Marín, à 943 mètres, c’est le massif montagneux le plus élevé du territoire de Tierra de Barros, dont il occupe la partie sud. Les flancs de la Sierra Grande déversent leurs eaux dans trois rivières différentes : le Matachel, l’un des plus importants parmi les affluents du fleuve Guadiana, qui baigne la pénéplaine de Tierra de Barros, au sud-ouest de la Sierra ; le río Palomillas, affluent du Matachel, qui longe la Sierre Grande au nord et dont le lit correspond au point le plus bas de la commune, à 360 mètres d’altitude ; et le río Guadámez, également affluent du Guadiana.
La Sierra Grande de Hornachos et ses alentours s’inscrivent ainsi dans le bassin hydrographique du fleuve Guadiana. Le Matachel, affluent gauche (sud) du Guadiana, et la rivière Palomillas, affluent du Matachel, flanquent la Sierra Grande par le sud-ouest et le nord-est respectivement, c’est-à-dire que l’adret de la Sierra déverse ses eaux dans le Matachel, qui garde un notable débit même en période d’étiage, tandis que le Palomillas, qui recueille les eaux de l’ubac, tombe alors à sec. Mérite mention d’autre part le riche réseau de ruisseaux, étangs, mares, fontaines et sources, aux débits différents, distribués à travers la chaîne montagneuse et ses environs ; cependant, sauf exceptions, tous ces éléments sont frappés d’assèchement en période d’étiage.
Administrativement, la commune, sise dans le sud-ouest de l’Estremadure, près de Villafranca de los Barros, fait partie de la comarque de Tierra de Barros et de la circonscription judiciaire de Villafranca de los Barros.
Le bourg-centre, qui compte quelque 3 500 habitants (2022), se trouve à 538 mètres d’altitude, au pied du flanc sud-ouest de la Sierra Grande, entre deux combes s’enfonçant perpendiculairement dans cette chaîne montagneuse, à savoir celle de Los Moros (au nord-ouest) et celle de Los Cristianos (au sud-est).
En contrebas du bourg s’étale la pénéplaine du Matachel, qui occupe la partie sud-est de la comarque de Tierra de Barros (qu’on pourrait traduire par Terre des Limons), où prédominent les sols argileux. Ceux-ci, réputés pour leur haute fertilité, fournissent la plupart des terres productives.

## Économie
La principale activité économique d’Hornachos est l’agriculture, de laquelle sont tributaires la plupart des activités des secteurs secondaire (industrie) et tertiaire (services), même si ce dernier voit se développer une industrie touristique rurale en expansion. L’industrie agro-alimentaire est centrée sur la production de vins, d’huiles d’olive, de jambons et de cochonnailles.
L’élevage concerne principalement l’exploitation du porc ibérique. Dans les cultures prédominent les plantations d’oliviers, tant pour la production d’olives de table que pour l’extraction d’huile.

## Démographie
Courbe de population de 1842 à 2021.

## Histoire

### Période romaine et wisigothique

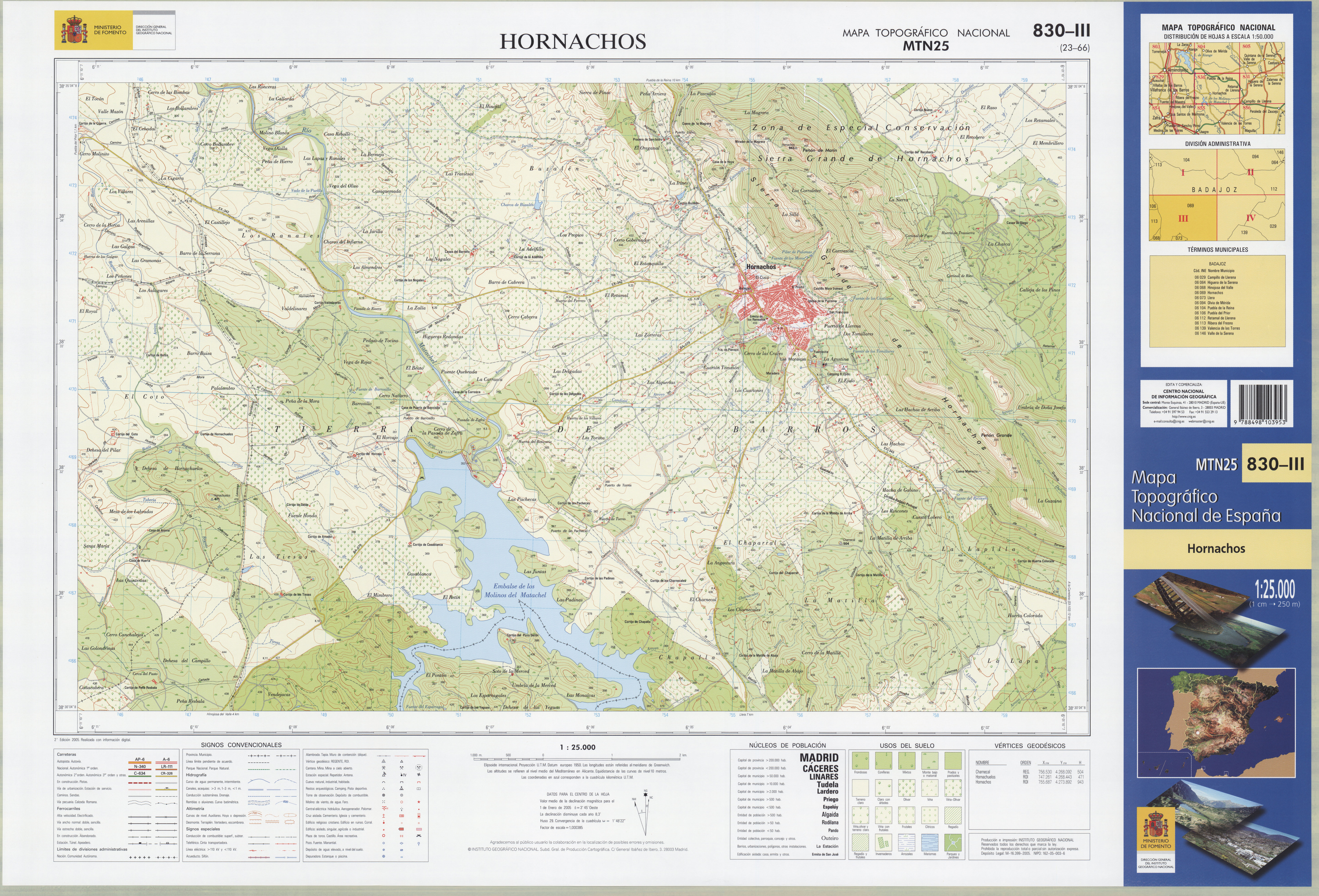
Carte de la commune. L’oppidum romain d’Hornachuelos, situé en dehors des limites de la commune actuelle d’Hornachos, est figuré par un triangle dans la case 47-48/68-69.

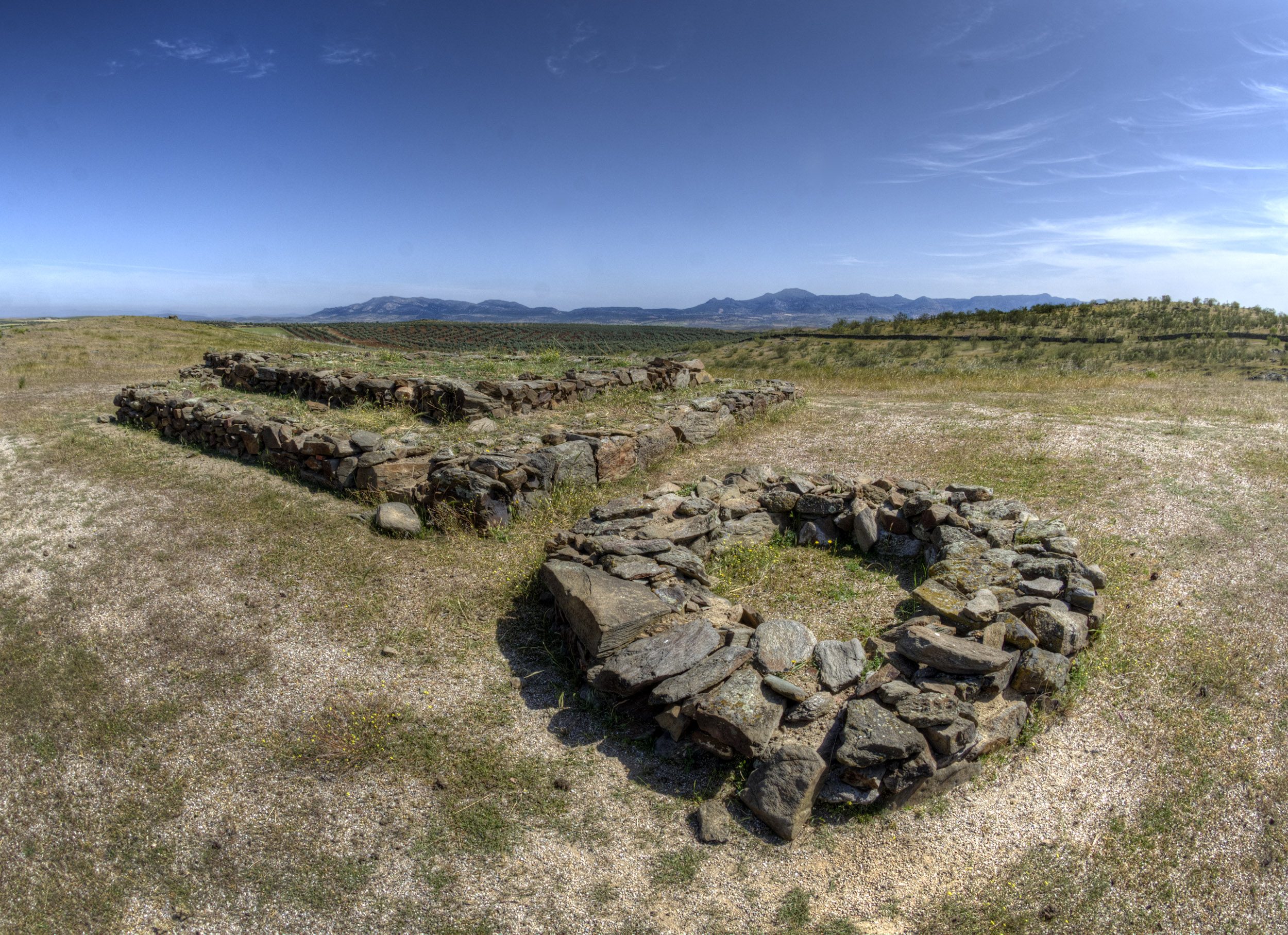
Oppidum d'Hornachuelos.

Les peintures rupestres du site Abrigos de la Sillá, dans la Sierra Grande de Hornachos, témoignent de la présence humaine dans cette zone dès le Néolithique. Ces peintures, de couleur rouge ocre, sont du type schématique. Dans cet ensemble, les figures prédominantes sont anthropomorphes (schématisations du corps humain), dans des variantes anchoriforme (en forme d’ancre) et ramiforme (en forme de rameaux pour figurer les bras et les jambes). On y trouve en outre des représentations zoomorphes (schématisations d’animaux), à côté de groupes de barres et de digitations, de difficile interprétation, dont la signification fait l’objet de discussions.
Le nom Fornacis est cité par Ptolémée,. Une thèse postule la fondation d’Hornachos par les Romains,, baptisé par eux Fornacis, nom dérivé du latin fornus (four), en référence aux fours utilisés dans l’Antiquité pour la fonte des métaux tels que la galène argentifère, que l’on extrayait des mines de la zone. Des traces de la présence romaine ont été découverts dans les environs, de même que des vestiges des époques antérieures. En particulier, à 9 km à vol d’oiseau du bourg d’Hornachos se situe le site de Cerro de Hornachuelos,, actuellement sur le territoire de la municipalité de Ribera del Fresno ; il s’agit d’un oppidum élevé sur un morne de quelque 400 mètres d’altitude, du haut duquel l’on dominait la vallée du Matachel et qui eut son moment de gloire du milieu du IIe siècle av. J.-C. jusqu’à la fin du Ier siècle ap. J.-C., en lien direct avec l’exploitation des mines d’argent de la Sierra Grande et avec l’activité agricole de la vallée. Quelques historiens veulent situer en ce lieu la fondation romaine de Fornacis, sous réserve qu’à la suite du déclin de l’oppidum vers la fin du Ier siècle ap. J.-C., les occupants natifs de Fornacis aient décidé de changer de lieu d’habitation. Le territoire de la commune hébergeait autrefois un établissement romain sur le trajet de la route conduisant à Augusta Emerita (actuelle Mérida) et à Alange, où se trouvaient des thermes romains.
L’état dans lequel se trouvait Fornacis à l’époque wisigothe est objet de controverse. Certains auteurs tiennent qu’à l’arrivée des conquérants islamiques, la localité avait, depuis l’apogée romaine, connu une décadence extrême, au point de s’être retrouvée dépeuplée sous les Wisigoths. Cependant, aucune confirmation documentaire et archéologique ne vient corroborer ni infirmer cette thèse.
La mention du lieu sous le nom de Hornachos apparaît pour la première fois dans les chroniques du Moyen Âge, après la reconquête chrétienne de 1235 et après qu’il en eut été fait don à l’ordre de Santiago.

### Période islamique
Deux thèses s’affrontent concernant la genèse de l’enclave islamique d’Hornachos, qui remonte aux débuts de la conquête islamique au VIIIe siècle. Pour les uns, elle s’est implantée sur un établissement préexistant de l’époque romano-wisigothe ; pour les autres, il s’agirait dès le départ d’une création exclusivement islamique. La première hypothèse postule la fondation d’Hornachos par les Romains,, cette première implantation humaine recevant alors le nom de Fornacis. À l’opposé, Víctor Manuel Gibello Bravo classe Hornachos dans la catégorie des foyers de peuplement nouvellement créés par l’envahisseur islamique en Estrémadure. Cependant, Fornacis devait au moins avoir gardé une population minimale à l’arrivée des Berbères pour que ceux-ci adoptent le toponyme. Pour la première hypothèse plaide aussi la préférence notoire, manifestée par les nouveaux arrivants pendant le premier siècle de la présence islamique, pour se fixer dans des unités de peuplement indigènes préexistantes, plutôt que d’en créer de nouvelles. À l’acclimatation en arabe du terme latin Fornacis, devenant Furnayuš, correspondrait donc une continuité de l’implantation humaine,.
On ignore si les habitants, après la conquête musulmane, étaient mozarabes ou maladíes, c’est-à-dire étaient restés chrétiens ou s’étaient convertis à l’islam. Ils peuvent avoir été des descendants de ceux qui arrivèrent dans la région de Mérida aux côtés de Moussa Ibn Noçaïr, l’année suivant la marche de Tariq sur Tolède, et qui étaient tous originaires de la région côtière méditerranéenne, conquise récemment par les Arabes, et dont beaucoup ont pu rester foncièrement chrétiens. Aux époques almoravide et almohade, d’autres apports berbères ont pénétré dans la Péninsule ibérique, venus cette fois avec femmes et enfants de l’intérieur du Maroc et des rivages du Sahara, et musulmans depuis des siècles, dont l’influence fut sans doute beaucoup plus ferme que la précédente. Il ne semble pas que dans la population morisque de Hornachos (pas davantage qu’ailleurs en Espagne) ait figuré un nombre appréciable d’Arabes au sens strict.

#### Subdivision
La présence islamique s’est prolongée à Hornachos de façon ininterrompue pendant neuf siècles, du début de la conquête islamique jusqu’en 1610, date à laquelle le roi Philippe III signa l’édit d’expulsion définitive des Morisques. On sait peu de choses sur le devenir historique de la bourgade sous la domination islamique proprement dite (du début du XIIIe siècle à 1235, année de la reconquête chrétienne).
Il y a lieu de distinguer trois phases dans la période de domination islamique, à savoir celle qui va du VIIIe siècle au Xe siècle ; celle qui va du Xe siècle au XIe siècle ; et celle qui court du XIe siècle au XIIIe siècle.
- La première phase (VIIIe siècle au Xe siècle) comprend la conquête du territoire et la période de l’émirat omeyyade, jusqu’au déclin de la ville de Mérida, chef-lieu de kûra et confin de l’émirat. Dans un premier temps, Fornacis, après l’occupation, fut réactivé économiquement par les nouveaux habitants et élevé au rang de chef-lieu d’iqlim, subdivision territoriale servant de cadre fiscal et défensif pour les exploitations agricoles dispersées. La bourgade remplit aussi une fonction de surveillance du tronçon de l’importante liaison routière entre la capitale Cordoue et Mérida[17]. Les conditions idoines semblent donc réunies pour le développement et la prospérité de l’enclave hornachego[16].

- La deuxième phase (Xe siècle au XIe siècle) correspond à la période du califat et de la première taïfa de Badajoz. Si la situation de Furnayuš apparaît plus malaisée à retracer en raison de l’absence de vestiges physiques et de documents, les auteurs admettent généralement, en comparaison de la phase antérieure, un certain déclin consécutif à la baisse de l’importance des liaisons routières et à la perte de la liaison directe avec Badajoz, c’est-à-dire avec la nouvelle métropole émergente et futur chef-lieu de la taïfa[16]. La période califale vit en effet l’ascension de Badajoz et la concomitante décadence de l’ancienne capitale Mérida, entraînant le déclassement de la voie Mérida-Cordoue, ce dont la prospérité de Furnayuš, sis sur ledit itinéraire, devait se ressentir par certains aspects, la bourgade perdant ainsi le contact direct avec des villes capitales[18]. À cela s’ajoute que le bourg se retrouva privé de sa fonction d’arrières militaires à la frontière nord du califat avec les royaumes chrétiens, et se situait désormais près des confins des taïfas de Tolède et de Séville, ce qui a pu se répercuter sur la localité au point de vue militaire[16].

- La troisième phase (XIe siècle au XIIIe siècle) voit l’occupation almoravide et almohade, caractérisée notamment par les réformes poliorcétiques almohades, qui traduisent la militarisation de l’espace concerné précédant la conquête chrétienne et dont la forteresse ruinée porte les traces[16]. La bourgade subit les répercussions politiques et économiques de la situation militaire propre à cette phase, qui exerça une influence défavorable sur l’enclave d’Hornachos, en particulier par une pression fiscale croissante et par la mainmise des troupes sur plusieurs espaces et sites consécutivement à la priorité donnée désormais aux impératifs de défense, plus spécialement durant l’épisode final almohade, où la pénéplaine centrale du sud de l’Extrémadure allait être reconfigurée en accord avec les besoins défensifs. Avec l’avancée des troupes chrétiennes, Furnayuš perdait définitivement son statut de zone d’arrières[19].

#### Le foyer de peuplement originel
L’emplacement de la localité islamique d’origine, dont il ne reste plus aucun vestige bâti visible, semble devoir être situé aux alentours de la forteresse, plus précisément entre celle-ci et la partie haute de l’actuelle agglomération, sur une sorte de terre-plein naturel au pied de la Sierra Grande. Cette disposition des éléments, à savoir une forteresse en hauteur aisée à défendre et une zone de peuplement annexe, cadre avec le schéma d’établissement typique d’al-Andalus et ayant prévalu partout sur le territoire d’Estrémadure aussi bien que dans les autres parties de la Péninsule ibérique. Selon l’historien Pierre Guichard, « le lien entre le castrum ou ḥiṣn et les exploitations agricoles établies sur son territoire est bien claire. En même temps que chacune d’entre elles possède sa propre étendue, elles sont en rapport entre elles et s’inscrivent dans une démarcation plus large, [sous la garde d’]un château, qui les domine et sert à régir l’espace concerné »,.
Le géographe d’al-Andalus Al Idrissi (XIIe siècle), quand il décrit dans l’une de ses œuvres le tracé de l’importante route reliant Cordoue, capitale de l’émirat omeyyade, à Mérida, capitale de la province (kûra) et des marches inférieures, mentionne Hornachos sous le nom de Furnayuš. Il est supposé que la localité était alors le chef-lieu d’un vaste district (iqlim) à l’intérieur de la kûra de Mérida.
Il n’y a pas à Hornachos de vestiges d’une mosquée, toutefois en 1770, le moine Fray Juan Mateo Reyes Domínguez de Tovar la situait sur l’emplacement du Pósito,, bâtiment de briques utilisé comme dépôt de grains et sis à peu de distance et en contrehaut de l’église paroissiale. Il est supposé que le Pósito se dressait sur le lieu d’un ancien ermitage qui avait pendant un temps fait office de paroisse au lendemain de la reconquête chrétienne, ce qui suggère que cet ermitage ait été à son tour établi à l’endroit de la mosquée de la cité islamique, attendu que la conversion de mosquées en églises par les conquérants chrétiens était une pratique habituelle, généralement à titre temporaire, en attendant la construction d’un nouvel édifice,,.

#### Évolution de l’implantation islamique
Sous la domination islamique, les localités de la péninsule allaient connaître un nouvel essor économique, principalement grâce à l’introduction de l’agriculture intensive, de l’irrigation et de cultures nouvelles. En ce qui concerne plus spécialement Hornachos vinrent s’y ajouter d’autres éléments encore, constitutifs de la civilisation maure, tels que l’élevage, l’activité minière et le dispositif défensif. Pourtant, la transformation par l’homme (anthropisation) du paysage d’Estrémadure semble avoir été de peu d’ampleur dans la période islamique, et ne devait se mettre en route progressivement qu’avec la conquête chrétienne. La dynamique propre au modèle de production féodal, qui prévalut à partir de ce moment, allait entamer, lentement et de manière inégale, la couverture boisée, y compris le long des rivières, de sorte que, vers la fin de l’époque médiévale, la végétation arborée se trouva reléguée en grande partie aux zones marginales, notamment dans la Sierra Grande. Néanmoins, de façon générale en Estrémadure immédiatement après la conquête chrétienne, c’est-à-dire entre les XIIIe et XIVe siècles, l’anthropisation demeurait encore faible et laissait prédominer les zones boisées.
Au XIIIe siècle, le territoire dépendant d’Hornachos était fort vaste et comprenait entre autres les terres assignées ultérieurement aux communes d’Oliva de Mérida, Guareña, Puebla de la Reina, Palomas, Manchita et Cristina, sans que l’on puisse préciser exactement dans quelle mesure cet espace appartenait au district administré par Hornachos dans la dernière phase almohade,.
En dépit de la rareté documentaire, il peut être constaté que Hornachos ne présentait pas les caractéristiques d’un territoire en marge ou dénué de tout pouvoir. Si certes, par sa situation dans l’intérieur, sur une pénéplaine d’accès aisé, relié à la capitale des Omeyyades andalous, ayant disposition des ressources économiques à l’entour, Hornachos ne peut assurément pas être mis sur le même pied que les zones agrestes, isolées et excentriques, des marches, il reste cependant que c’est le long du fleuve Guadiana que s’étendait le centre de gravité de la zone, là où se concentraient les noyaux urbains et les ressources économiques les plus importantes de la région, abstraction faite même de leur importance géostratégique ; par contraste, le territoire de Furnayuš, situé entre l’axe du Guadiana au nord et les contreforts de la Sierra Morena au sud, ne présentait qu’une importance géopolitique et économique limitée, et ne faisait sans doute pas l’objet d’une attention prioritaire de l’État,, statut défavorisé qui a pu se détériorer encore par suite de l’ultérieure décadence de Mérida,.
À l’époque islamique, la localité d’Hornachos se composait : d’une forteresse rurale (ḥiṣn) juchée sur un piton rocheux ; d’un noyau habité jouxtant la forteresse ; et d’un ensemble d’exploitations agricoles (alquerías, al-qarya), de (possibles) manoirs (rafales, raḥal) et de parcelles maraîchères (almunias, munya) dispersés sur le territoire. Y étaient pratiquées l’élevage, l’apiculture, l’irrigation, les pêcheries, la foresterie (bois de chauffe ou de charpente, charbon de bois, fruits de forêt, chasse, pacage…), notamment sur les terrains communaux (ḥarim). L’historien Juan Zozaya Stabel-Hansen souligne l’importance de l’utilisation du chêne vert à l’époque islamique, tant à usage domestique que par sa transformation en charbon, qui permettait d’atteindre les hautes températures nécessaires à la fonte des métaux ; la présence combinée de chênes verts, qui abondaient dans les environs immédiats d’Hornachos, et de gisements de minerais a pu présider à l’apparition d’une activité minière,.
Le passé maure d’Hornachos s’est sédimenté dans un grand nombre de toponymes, entre autres : Fuente de los Moros, Piedra del Moro, Cerro del Moro, Puerto del Moro, Peña de la Mora, Las Moratas, Senda Moruna, Arroyo de los Árabes, La Zalia, Buzalén, La Cholaica, Lairines, río Guadámez, Buisa, Búcares, Bujarral, El Acebejo, Arroyo de la Gerva, etc. En contrepartie, à Salé, près de Rabat, où les Hornachegos iront se fixer après leur expulsion d’Espagne, on trouve les patronymes suivants : Blanco, Zapata, Galán, Duque, Flores, Santiago, Rojo, Salas, Pantoja, Bargas, Marcos, Izquierdo, Barbero, Carpintero, Sensiado, Serón, Palafresa (devenu Balafrés, l’arabe ignorant le son p), Ríos, Campos, Barrientos, Godina, Marín et Moreno. Ces noms s’expliquent soit par l’habitude qu’avaient les Morisques d’adopter les noms des commandeurs de Santiago, soit par le métier exercé, soit par la conversion de quelque signe personnel en patronyme.

#### Voies de communication
Sur le territoire d’Estrémadure, le rôle de plaque tournante du réseau routier islamique fut assumé successivement par la ville de Mérida d’abord, puis par celle de Badajoz à partir de la fin du IXe siècle. Au milieu du Xe siècle, concomitamment à l’apogée de Badajoz sous le califat, un itinéraire direct entre Cordoue et Badajoz fut mis en service, à la suite de quoi la route de Cordoue à Mérida se trouva déclassée en une route secondaire, en proportion du déclin que subissait l’ancienne capitale depuis la fin du IXe siècle. Au lendemain des invasions almoravide et almohade, un modèle radial s’imposa de nouveau, cette fois avec Séville comme nœud central, en particulier tout au long de la période almohade. Les changements sociaux et géopolitiques de cette phase eurent pour effet que la position prééminente de Badajoz dans le réseau se mit à décliner à son tour. Pour Hornachos étaient d’importance la liaison Cordoue-Mérida, qui desservait aussi la localité, et celle Cordoue-Badajoz, pour avoir remplacé l’antérieure en importance. Ces deux trajets étaient les principales voies reliant Cordoue aux villes d’Estrémadure tant que dura la domination islamique en Espagne. Par sa situation stratégique, la forteresse de Furnayuš doit être considérée comme l’une des places fortes les plus importantes parmi celles destinées à protéger le parcours concerné.
À Hornachos s’est conservé un tronçon d’un chemin connu sous le nom de sentier maure (Senda Moruna, aujourd'hui aménagé en sentier touristique), chemin dit « marginal » dont il est raconté que les Morisques l’empruntaient pour se rendre sans être vus à Tolède, territoire traditionnellement considéré comme frontalier et appartenant aux « marches » d’al-Andalus. À supposer que cela ne relève pas de la mythologie, et compte tenu que la Senda Moruna ne traversait aucune localité, il pourrait s’agir d’une des anciennes pistes secondaires qui reliaient des entités mineures de l’époque islamique, c’est-à-dire les zones marginales non prioritaires de l’intérieur de l’al-Andalus omeyyade avec les terres excentriques des confins ; l’autre hypothèse porte que le sentier est une création spécifique de la période morisque.

#### La forteresse maure et autres ouvrages de fortification
L’incursion de grande ampleur menée par Alphonse III le Grand en 881, lors de laquelle les troupes chrétiennes parvinrent à pousser jusqu’à Llerena et Guadalcanal, c’est-à-dire au-delà de la Sierra Grande, et l’expédition d’Ordoño II de 914, par laquelle la zone de Mérida fut balayée et les troupes chrétiennes réussirent à se rendre momentanément maîtres du château d’Alange, à une trentaine de km au nord d’Hornachos, illustrent la nécessité de défense militaire dans la région. D’autre part sévissaient les luttes intestines constantes sous le califat et postérieurement. Hornachos servit également de base d’attaque et de repli pour Abu Merouane, fondateur d’une religion nouvelle intermédiaire entre l’islam et le christianisme, et qui fit alliance avec Alphonse III.
Dans l’Espagne maure, les forteresses pouvaient être propriété de l’État ou d’un groupe de domaines agricoles (alquerías) ; elles n’étaient en aucun cas des entités seigneuriales, et ressortissaient normalement aux villes. Les alquerías, principales unités de peuplement et d’exploitation agricole dans les campagnes islamiques, se composaient d’un petit nombre de familles rurales qui travaillaient des terres, dont elles étaient ou non propriétaires, mais n’étaient jamais placées sous la tutelle d’un seigneur féodal. En revanche, elles entretenaient des rapports de dépendance vis-à-vis de la forteresse du district, autour de laquelle s’articulait l’espace occupé par les alquerías, et vis-à-vis de la ville capitale du territoire,.
Ces forteresses reflètent aussi le contexte social d’al-Andalus en ceci que, au gré de l’évolution historique, leur propriété a oscillé entre l’État, les communautés rurales et une configuration mixte, encore que dans ce dernier cas, le but était de renforcer le contrôle de l’État sur ces communautés ; selon une deuxième modalité, elles servirent à s’organiser, à se défendre, voire à fuir devant la déprédation fiscale ; ou, selon une troisième modalité, pour se garantir des incursions rebelles ou chrétiennes,. Certains auteurs attribuent à l’État la propriété des forteresses à fonction de contrôle routier, tandis que d’autres insistent sur l’intérêt pour l’État de contrôler les ressources minières importantes au moyen de ces ḥuṣūn ; d’autres encore, dissocient forteresses islamiques et surveillance minière,. Les forteresses occupaient une place prépondérante dans tout un système de protection, que venaient compléter d’autres ouvrages de moindre portée, tels que les tours isolées, soit tours de guet (atalayas, aṭṭaláya’, dont il y aurait eu jusqu’à une dizaine à Hornachos), soit tours des alquerías, dont l’existence à Hornachos est attestée par des vestiges physiques et par la documentation écrite. Toutes ces considérations interdisent d’assimiler les forteresses maures, du point de vue de leur fonction et de leur morphologie, aux châteaux féodaux chrétiens,,.

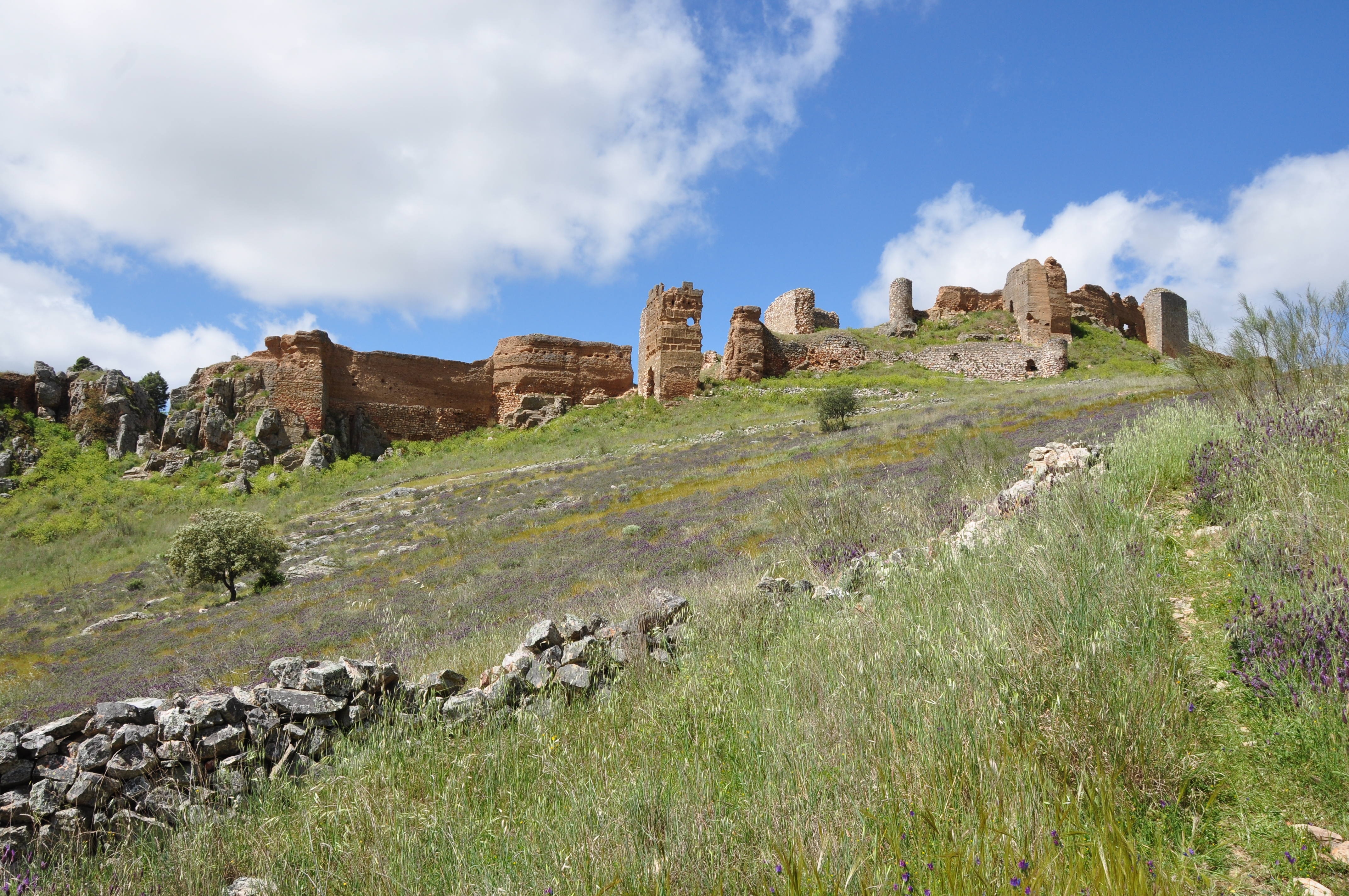
Forteresse maure. La porterie est visible au centre.

La forteresse de Furnayuš, qui entre dans la catégorie des ḥuṣūn rurales érigées en hauteur et ayant un noyau habité sous sa protection, remplissait des fonctions de contrôle routier et de défense. En raison de la difficulté à tracer les frontières avec certitude, il apparaît malaisé de préciser exactement le statut et le rôle assumé par la forteresse d’Hornachos dans la structure défensive d’ensemble du district. Compte tenu de l’absence de mention dans les sources et de sa faible importance stratégique, il est possible qu’elle n'ait joué qu’un rôle de second plan. Du fait de sa position, elle a pu remplir aussi une mission de surveillance sur le cours et le franchissement de la rivière Matachel et, avec le temps, de renfort frontalier.
L’origine islamique de la forteresse d’Hornachos est confirmée par ses principales caractéristiques de conception, qui la font dater de l’époque almohade, sur une structure antérieure datant de l’époque émirale-califale (Xe siècle-XIIe siècle). Elle présente un plan au sol de forme irrégulière, avec un axe général orienté du nord-ouest au sud-est, suivant le profil de la crête rocheuse. La muraille d’enceinte du côté oriental est bâtie presque en totalité avec des coffrages de mortier « islamique » composé de terre et de chaux (tabiyya) et repose sur un soubassement en pierre de taille. Le portail donnant accès à l’intérieur, dont l’entrée est tournée vers le sud-est, est doté sur le devant d’un fossé et d’une porte en équerre par rapport à la muraille. On ignore quels réaménagements ont été effectués par l’ordre de Santiago après que celui-ci eut pris possession de la forteresse au lendemain de la reconquête.
Par ailleurs, des traces ont été trouvées d’un possible albacar, c’est-à-dire d’une deuxième muraille extérieure, avec une citerne proche, dont on soupçonne qu’elle a pu accueillir l’implantation islamique initiale. La question se pose dès lors si la forteresse d’Hornachos servait de ḥiṣn-refuge, dans le possible albacar duquel la population et le bétail trouvaient refuge seulement en cas de menace guerrière, ou s’il s’agissait d’un ḥiṣn-résidentiel accueillant une population permanente.
Selon le témoignage du moine Juan Mateo Reyes Domínguez de Tovar, l’on pouvait toujours au XVIIIe siècle discerner huit atalayas et deux maisons-fortes attribuables au système défensif islamique, et dont les dénominations sont consignées jusque dans la cartographie récente ; ce sont : el Cabril, Buzalén, Lairines, Sierra de los Pinos, Peñón de la Moneda et Desbautizadero. Ce dernier est le seul pour lequel des vestiges appréciables ont été conservés. Le toponyme Desbautizadero (littér. Débaptisoir) est d’origine morisque. Il est probable que c’est au début du XVIe siècle, dès que la conversion forcée eut été décrétée, qu’a fait son apparition ce type de sites, appelés morquies par les Morisques, où les parents d’enfants morisques baptisés exécutaient en secret des rituels à l’effet de « laver » le récent baptême. Juan Mateo affirme l’existence de trois de ces espaces symboliques à Hornachos, tous situés à l’écart de l’agglomération et pourvus de fontaines ou de sources abondantes,.
L’une des tours de guet est la tour de Buzalén, située à cinq km environ au nord-ouest du bourg. Sans pouvoir écarter une origine préislamique, l’utilisation ou réutilisation de la tour à l’époque d’al-Andalus apparaît plausible, avec une fonction de vigilance et de défense territoriale. Un lien a été suggéré avec le nom Bujalen, dérivé d’une racine arabe burdj, qui signifie tour,. Une citerne ou débaptisoir jouxte cette structure.
Les tours d’alquerías avaient la double fonction de vigilance et de protection de la population rurale dispersée, en plus de jouer un rôle de surveillance de voies commerciales importantes. Elles ont surtout été érigées dans les zones d’arrières, sur des terrains très fertiles,,. Leur complète disparition du paysage est imputable au matériau utilisé, le torchis, peu résilient.
Un auteur, Muñoz Ribera, affirme qu’avant la reconquête, la ville était cernée d’une muraille et avait six portes,.

#### Agriculture et irrigation
Un refrain espagnol traditionnel, qui énonce que « la huerta est un trésor si le jardinier est un Maure » (La huerta es un tesoro si el hortelano es un moro), atteste non seulement la pérennité de cet héritage morisque à Hornachos, mais renferme en outre l’une des rares images positives de ce groupe social à être passées dans l’imaginaire collectif espagnol, ici sous les espèces d’une main-d’œuvre qualifiée s’appuyant, en matière d’agriculture d’irrigation, sur des connaissances héritées d’une culture antique et avisée. Si la civilisation islamique n’a certes pas découvert l’irrigation, ni même la plupart des mécanismes, équipements et technologies d’irrigation et d’extraction de l’eau, son apport à cette technique a consisté à en diffuser et généraliser la pratique, laquelle a permis la culture intensive et l’introduction de nouvelles plantes.
Hornachos a gardé quelques sites où survit encore cet héritage. Aux lieux-dits Buzalén (au nord-ouest du bourg-centre) et Las Alquerías (au sud-ouest) se trouvent quelques petites huertas (hortillons, terrains maraîchers) en terrasses qui pourraient remonter à la période islamique. Les environs du bourg offraient des facilités pour accéder aux ressources hydrologiques, grâce à l’abondance de ruisseaux et à des sources éparses. Il semble qu’au fil du temps et jusqu’à une époque récente, la multiplication de terres irriguées ait été une constante aux alentours d’Hornachos.
En particulier, les huertas de los Moros, qui jouxtent l’agglomération sur son flanc nord, attirent l’attention par leur emplacement et par leur histoire. Le nom même du site dénote une réalité sociale de ségrégation et de conflit pendant la phase finale du séjour des Morisques dans la ville, se traduisant par des espaces séparés, à usage préférentiel chrétien ou musulman. Comme semble l’indiquer le toponyme, ces huertas sont restées exclusivement aux mains de natifs musulmans, ; en particulier, les huertas emmurées sises en haut du bassin de Palomas, dans une vallée encaissée de la Sierra au nord-ouest de la bourgade, sont traditionnellement réputées être le patrimoine morisque le mieux conservé de la commune. En effet, la subdivision du terrain en petites parcelles très fragmentées, ainsi que la polyculture intensive, visant probablement à minimiser les risques, figurent parmi les principales caractéristiques de l’irrigation en al-Andalus. En ce sens, l’idéal du cultivateur d’al-Andalus était une propriété suffisamment vaste pour approvisionner son propriétaire, mais assez petite pour être entretenue comme un jardin,,.
Dans la huerta de los Moros, l’irrigation se fait à partir de l’eau d’une source à faible débit, captée et acheminée dans une rigole, puis recueillie de place en place dans de petites bassines de tailles différentes aménagées le long de la rigole et au départ desquelles l’eau est répartie dans le but d’irriguer les différentes parcelles. Parallèlement, certaines de ces bassines sont alimentées par des puits dotés de norias. La fontaine dite Fuente de los Moros, située au point le plus haut de la huerta de los Moros, est construite en pierre de taille et date du XVIe siècle. À l’extrémité basse (sud) de cette partie haute de la Huerta, le chenal d’irrigation recouvert bifurque, l’un des bras virant en direction de la fontaine Pilar de Palomas, l’autre poursuivant son chemin vers le second bloc de potagers, situé en contrebas et se déployant en éventail au nord de l’agglomération.
Certains Morisques d’Hornachos étaient propriétaires de moulins, ce qui constitue un indice qu’ils ont pu avoir été construits à l’époque islamique. Le moulin représente une technologie connue dans al-Andalus, ce qui rend probable l’existence de moulins dans la campagne d’Hornachos durant la période islamique. En 1770, le moine franciscain Reyes Domínguez de Tovar en dénombre onze, répartis entre la rivière Matachel et quelques ruisseaux, et qui auraient été tous, selon le même auteur, des « moulins à pain », ce qui suggère qu’ils aient été mis en service au lendemain de la conquête chrétienne, après que la culture des céréales, propre à l’économie chrétienne, se fut imposée dans les territoires conquis,.
Près de la fontaine Pilar de Ribera, dans le nord-ouest de l’agglomération, a été mise au jour dans une propriété privée une galerie souterraine de canalisation d’eau longue d’une centaine de mètres et haute d’un mètre et demi, recouverte d’une voûte de briques en ogive s’appuyant sur des parois en pierre de taille. Dans cette galerie court une tuyauterie en céramique chargée de transporter l’eau qui jaillit de la partie basse de la paroi fermant l’une des extrémités de la galerie. Ce dispositif suggère la présence d’un qanawat, technique de captage d’eau souterraine au moyen de galeries de drainage ; ces qanawats, qui se construisaient au pied des montagnes, étaient composés d’un puits principal plongeant jusque dans les nappes phréatiques et d’une galerie de drainage souterraine légèrement inclinée pour conduire l’eau vers l’extérieur, et permettaient de disposer d’eau tout au long de l’année. Cette technique, quoique connue dans la péninsule Ibérique dès avant la période islamique, fut diffusée plus tard par les Maures à des fins agricoles et de consommation humaine,,,. Le qanawat d’Hornachos se dirige vers le Pilar de Ribera, dont la facture actuelle date de 1586, et pourrait avoir servi non seulement à améliorer l’irrigation des potagers situés en contrebas, mais aussi à assurer la quantité d’eau nécessaire à actionner un moulin.

#### Activités minières
La région d’Hornachos accueillait des activités minières depuis l’antiquité, ainsi qu’en témoignent les abondants vestiges de la période romaine, et plus spécialement l’oppidum d’Hornachuelos, dont l’apogée est à mettre en relation avec cette activité et avec sa situation au bord d’une voie reliant Cordoue à Mérida. Quelques-uns des gisements d’Hornachos n’ont été achevés d’exploiter qu’à la fin du XIXe siècle ou au début du XXe siècle. Le toponyme Hornachos lui-même renferme, par l’une de ses possibles acceptions, une référence à l’activité d’extraction.

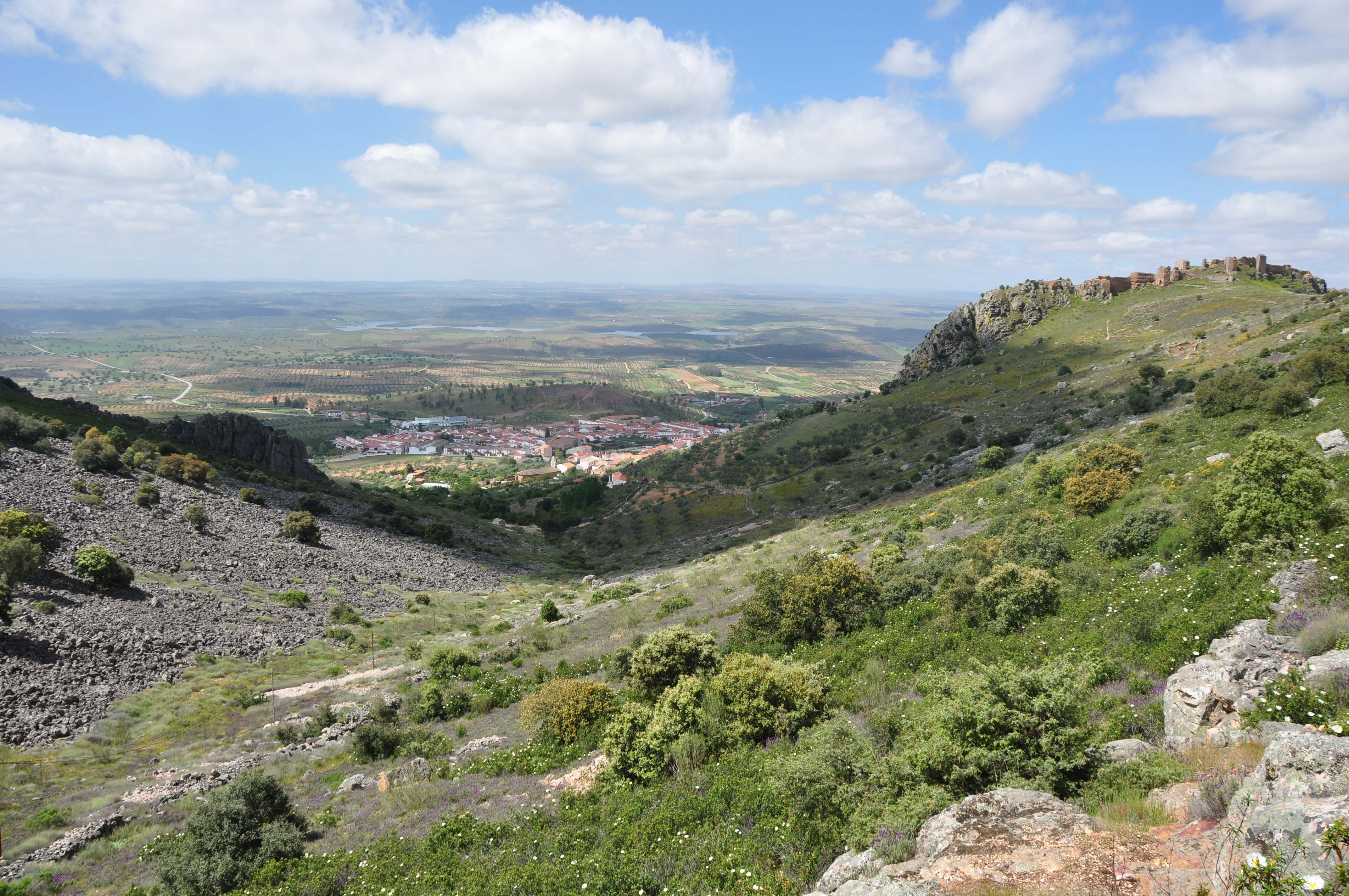
La Sierra Grande, avec la forteresse maure sur le sommet rocheux à droite, et le bourg en contrebas au centre. Sur la pénéplaine, dans le lointain, le lac de retenue du barrage de los Molinos.

De cette activité, il existe sur le territoire d’Hornachos plusieurs traces archéologiques physiques antérieures à la période islamique, notamment d’origine romaine, et des documents de la période morisque attestent également la présence de cette activité. En revanche, aucune trace matérielle ni écrite ne permet d’inférer que des mines aient été exploitées dans les siècles de la domination islamique, sans pour autant pouvoir exclure le contraire. Bien qu’il ne s’agisse pas d’un bassin minier de première importance (les substances extraites étant essentiellement le plomb, l’antimoine et l’argent), l’activité extractive a pu néanmoins constituer une occupation secondaire dans le cadre d’une économie principalement agricole.
La Carte archéologique d’Hornachos et les cartes géologiques de l’Estrémadure font état de quatre sites d’extraction dans les limites actuelles de la municipalité d’Hornachos, nombre susceptible d’augmenter notablement si on tient compte que l’iqlim de Furnayuš occupait autrefois une superficie plus grande, incluant des territoires appartenant aujourd’hui aux communes limitrophes. Mérite mention notamment le site minier du Cerro de las Cruces (littér. Morne-aux-Croix), situé à 500 m au sud-ouest du bourg, qui resta en activité jusqu’à la fin du XIXe siècle et où ont été trouvés des vestiges de fours, ainsi que, en surface, différents éléments de construction (dalles, briques...), des objets de céramique et une grande quantité de scories métalliques. Les Fugger, banquiers de Charles Quint, auraient été partie prenante des mines d’argent d’Hornachos. Plus tard, des compagnies espagnoles et anglaises allaient exploiter les mines du Cerro de las Cruces et d’autres lieux.
Jusqu’à une époque récente, il existait épars sur tout le territoire d’Hornachos nombre de points d’extraction de chaux, matériau dont il était fait grand usage dans la construction islamique ; ainsi p. ex. la chaux était-elle un composant du mortier arabe de la forteresse. Un autre produit d’extraction était l’ocre rouge, très utilisée comme pigment artistique et décoratif en al-Andalus. Dans la Sierra Grande se trouve la grotte dénommée Cueva la Magrera, qui comprend une vaste cavité, sans cesse agrandie par l’extraction continuelle de cette substance par les bergers, qui en avaient besoin pour le marquage du bétail transhumant,.

### Période morisque

#### De laReconquista(1235) à la conversion forcée (1502)
Après la reconquête chrétienne de la Basse-Estrémadure, les ordres militaires de Santiago et d’Alcántara reçurent en donation de vastes enclaves islamiques nouvellement soumises, qui venaient s’ajouter aux territoires qu’ils avaient déjà détenus « au temps des Sarrasins ». Le 22 avril 1235, Hornachos et sa circonscription furent ainsi octroyés par Ferdinand III à l’ordre de Santiago, au lendemain de leur conquête en décembre 1234 par les chevaliers de Saint-Jacques,,. La commanderie d’Hornachos était la plus importante des commanderies de Santiago dans la province de Badajoz.
Selon l’auteur Antonio Muñoz de Rivera, quand la ville fut reconquise en 1234, la majorité des Maures reconnurent la souveraineté du roi Ferdinand III, acceptèrent l’autorité de l’ordre de Santiago et l’imposition de tributs, et promirent obéissance aux autorités de la couronne de Castille.
Vers la fin du XVe siècle, Hornachos était, avec ses quelque 4 500 habitants, quasiment tous morisques, le bourg mudéjar le plus peuplé de la Couronne de Castille.
Un contrat de mariage daté de fin 1498, publié en 1944, révèle la composition sociale des mudéjars de Hornachos et donne l’image d’un bourg habité par des Maures enracinés dans le pays de longue date, car ayant des us et coutumes anciens et possédant des domaines hérités de leurs lointains ancêtres, et ne laisse planer aucun doute quant à l’origine morisque des habitants d’Hornachos. Il ressort en outre que les Hornacheros étaient majoritairement d’origine estrémègne et étaient soucieux de préserver la pureté de leur caste et l’hermétisme de leur solidarité par la pratique de l’endogamie et le rejet d’éléments étrangers (venant notamment de Grenade).
Les Hornacheros, à la différence des autres nouveaux convertis d’Espagne, ne savaient pas ce que c’était qu’une église. En 1494, selon le compte rendu de visite de l’ordre de Santiago, il n’y aurait eu d’autre église à Hornachos qu’une « petite chapelle située dans la forteresse et où le commandeur et les siens venaient entendre la messe ». Ce n’est qu’au cours du XVIe siècle que fut construite l’église paroissiale, laquelle se compose de trois nefs et est dotée d’un clocher oriental de style typiquement mudéjar. De même fut édifié un couvent de franciscains, dont ne subsistent que quelques restes, et l’ermitage de Notre-Dame de los Remedios,,.
À la fin du XVe siècle, Hornachos présentait la singularité d’être l’unique localité de la Couronne de Castille (abstraction faite du royaume de Grenade) sans population chrétienne, hormis le gouverneur et le commandeur de l’ordre de Santiago, ainsi que leur suite. En 1501 encore, il n’y avait toujours aucun conseiller municipal chrétien,.

#### De la conversion forcée (1502) à l’expulsion (1610)
Hornachos faisait partie de la province de Léon de l’ordre de Santiago. En l’absence d’un recensement de la population d’Hornachos au XVIe siècle, d’autres sources existent qui permettent d’établir les effectifs de population dans les années précédant l’expulsion à un chiffre situé entre 1063 et 1 150 vecinos, c’est-à-dire chefs de famille tributaires, chiffre sur la base duquel la population totale peut être fixée entre 4500 et 5 000 habitants,.

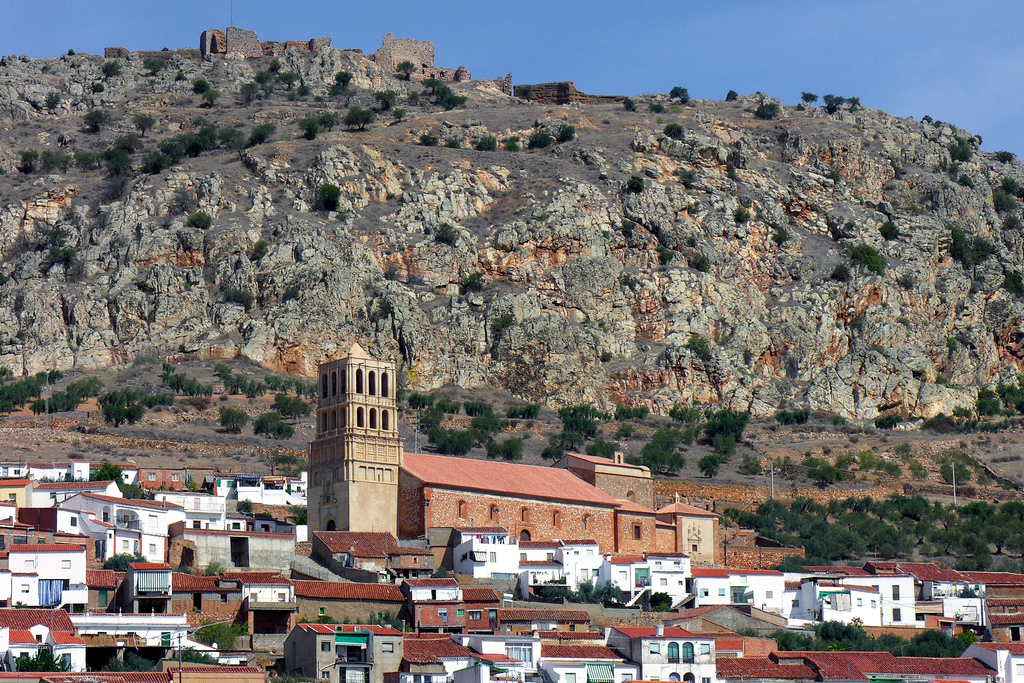
Vue générale du bourg, avec au centre l’église paroissiale de l’Immaculée Conception et à l’arrière-plan, au sommet du piton rocheux, la forteresse maure.

Pendant le XVIe siècle et les neuf premières années du XVIIe siècle, la population du bourg d’Hornachos était morisque à quelques rares exceptions près, et jusqu’en février 1610, Hornachos restera peuplé quasi exclusivement de Morisques. Dans une lettre adressée par les inquisiteurs de Llerena au Conseil royal, et datée de peu avant l’expulsion, il était affirmé que presque tous les habitants étaient Morisques et qu’il n’y avait à Hornachos que huit foyers de vieux chrétiens (cristianos viejos, chrétiens de souche),. De ce document et d’autres sources secondaires, on peut donc conclure à une forte concentration de Morisques à Hornachos, de l’ordre de 90 à 95 % de la population.
En février 1502, à la suite des premières rébellions de l’Albaicín et des Alpujarras, et alors qu’Alonso de Cárdenas était maître de l’ordre de Santiago, une pragmática fut publiée par les Rois catholiques disposant que les Maures âgés de plus de 14 ans qui ne se laisseraient pas baptiser eussent à quitter l’Espagne par les ports basques endéans deux mois et demi. Autrement dit, les Maures étaient obligés d’embrasser la religion catholique sous peine de bannissement. Presque tous les Hornacheros se laissèrent alors baptiser et restèrent dans la ville, mais avec le dessein de continuer à professer secrètement l’islam.
À Hornachos, le décret de 1502 provoqua non seulement une grande résistance passive, mais également plusieurs incidents. En effet, 35 Hornachegos résolurent de s’enfuir au Portugal après avoir été obligés de recevoir le sacrement. Un dénommé Pedro Muñiz, citoyen de Mérida, reçut alors mission de les poursuivre et de les faire prisonniers. Les captifs furent retenus, dans l’attente de leur vente comme esclaves, pendant 31 jours dans l’arsenal de la Casa de Contratación de Séville, jusqu’à ce que la transaction ait finalement lieu pour 684 352,5 maravédis, somme qui alla alimenter les caisses de la Couronne,. Les Morisques estrémègnes qui désiraient fuir, n’ayant pas d’accès à la mer (comme leurs coreligionnaires du Levant), n’avaient pas d’autre possibilité, s’ils voulaient s’embarquer pour l’Afrique du Nord, que de se rendre dans le royaume de Portugal voisin.
Les autorités castillanes, qui n’ignoraient pas cet état de fait, et l’avaient prévu, étaient conscientes que seule une œuvre missionnaire délicate et intensive serait à même de réaliser l’unification religieuse de leurs royaumes. Le résultat de cette entreprise allait se révéler satisfaisant dans beaucoup de villes et villages, notamment à Séville et à Badajoz, où une conversion en masse fut obtenue, seul mode efficace de capter à la fois le sentiment religieux et la solidarité clanique ou asabia des Morisques. Faisaient exception Grenade et Valence, sans doute en rapport avec le renouveau que connut alors la piraterie musulmane en Méditerranée, en intelligence avec les Morisques des côtes, et qui faisait espérer à ceux-ci que les musulmans restaureraient leur domination sur ces terres. Dans l’intérieur, seuls quelques rares villages, à l’écart des routes royales, donnaient des signes d’intransigeance, comme Gea de Albarracín et Hornachos.
Les autorités espagnoles avaient mis leurs espérances dans une politique de métissage entre nouveaux chrétiens et chrétiens de souche (cristianos viejos), où il serait tenté d’attirer ces derniers par des conditions fiscales très avantageuses,. Ainsi, entre 1502 et 1504, trente familles de chrétiens anciens furent envoyées à Hornachos dans le but de catéchiser les Morisques, mais ce fut en vain, les Morisques, fortement enracinés dans leur culture, étant peu enclins à renoncer à celle-ci. En 1526, à la suite d’un décret interdisant tout culte autre que le culte chrétien, les Hornachegos se rebellèrent à nouveau et résistèrent pendant des semaines dans la forteresse. Après les avoir derechef soumis, Charles Quint chargea l’archevêque de Séville Alfonso Manrique de faire s’installer à Hornachos 32 familles de vieux chrétiens. Cela signifie que plus d’une demi-centaine de familles chrétiennes s’établirent à Hornachos dans le courant du XVIe siècle, pour former la base de la minorité chrétienne, forte d’environ 10 % de la population, faisant face aux plus de mille familles morisques de la localité,. Le chapitre de l’ordre de Santiago conçut encore au moins un troisième projet, en 1552, prévoyant l’arrivée à Hornachos de 200 personnes, effectifs légèrement supérieurs aux précédents, qui seraient, pour une durée de dix ans, exempts de tributs seigneuriaux et de taxes sur les transactions (alcabalas) et sur qui les nouveaux convertis pourraient « prendre exemple et doctrine ». L’on entendait aussi encourager les mariages mixtes en offrant aux époux les mêmes exonérations fiscales pour une période de six années.
En 1530, un couvent fut fondé à Hornachos par le même Alonso Manrique, Grand Inquisiteur et auparavant évêque de Badajoz, dans le but de doctriner les Hornacheros restés secrètement Maures en dépit de leur baptême. Les nombreux Morisques qui à ce moment-là vivaient dans la forteresse et dans les cavernes de la Sierra Grande furent contraints d’aller vivre dans le village parmi les quelques anciens chrétiens. Le travail de conversion donnait fort à faire aux frères du couvent. Une note des archives paroissiales, provenant du couvent, énonce textuellement : « les emmener à l’église, c’était comme les emmener aux galères ; au sermon, comme au pilori ; à la confession, comme à l’estrapade ; à la communion, comme à la potence. »
En 1600, une pestilence sévit à Hornachos, où périrent 1 600 Morisques, mais aucun des religieux ni des chrétiens de longue date. Les moines, s’évertuant à exploiter ce fait, s’affairèrent à prêcher dans les rues pour tenter de persuader les Morisques, mais sans résultat.

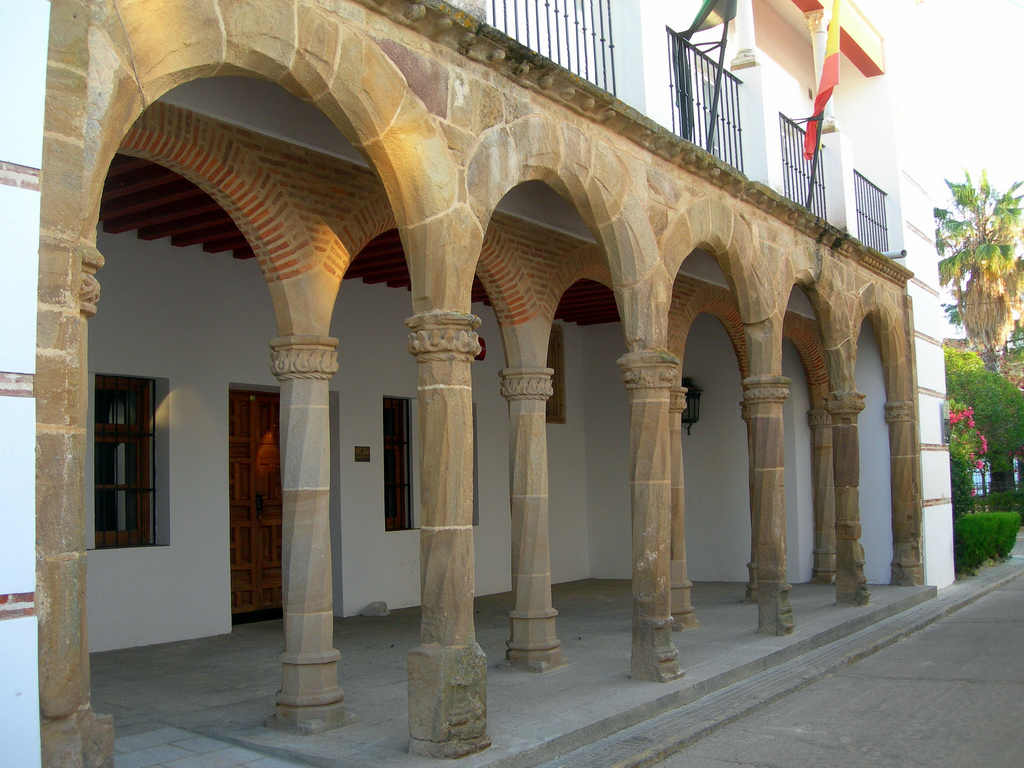
Tribunal d’Inquisition de Llerena.

Vers 1580, les quelque 3 000 habitants de ce bourg étaient encore presque tous morisques. Quoiqu’ils aient reçu le baptême, les morisques de Hornachos étaient mal convertis et le bourg restait de fait un îlot musulman en terre chrétienne. Malgré leur apparente conversion au christianisme (quasiment tous avaient reçu les eaux du baptême), ils continuaient à observer leurs anciennes coutumes et à adorer leur véritable dieu, Allah. Cette extraordinaire fidélité à l’Islam est illustrée par les 133 procès intentés par l’Inquisition à des habitants du bourg dans les années 1590-1592, et qui montrent que, par exemple, les gens d’Hornachos profitaient de l’isolement relatif que leur valait le travail des champs pour dire les cinq prières quotidiennes. Ils respectaient scrupuleusement le jeûne de Ramadan, gardaient le vendredi comme jour de fête, égorgeaient les brebis et les volailles selon le rite musulman, n’élevaient ni ne consommaient de porcs, et pratiquaient l’aumône du vendredi et du Ramadan ; tous les enfants mâles subissaient la circoncision, et le rite islamique des funérailles était observé avec soin. À l’inverse, les morisques d’Hornachos manquaient la messe, tournaient la confession en dérision, ne respectaient ni le jeûne du Carême, ni le maigre du vendredi,. Au début du XVIe siècle, dès que la conversion forcée eut été décrétée, allait faire son apparition un type de sites, appelés morquies par les Morisques, ou desbautizadores (débaptiseurs), où les parents des enfants morisques baptisés exécutaient en secret des rituels à l’effet de « laver » le récent baptême,.
Toute réunion familiale ou amicale était prétexte à l’enseignement religieux. Les alfaquis (mot dérivé de fiqh, expert en jurisprudence islamique) enseignaient le Coran et le rite musulman. Beaucoup de Morisques d’Hornachos savaient lire et même écrire l’arabe. Les alfaquis surtout possédaient des exemplaires du Coran et d’autres livres arabes, qui circulaient principalement à partir de Grenade. En 1552, un chapitre de l’ordre de Santiago dénonçait l’importance de l’usage de la langue arabe chez les Morisques d’Hornachos, usage qui serait la principale cause de ce qu’« ils ne gardaient pas le christianisme qu’ils avaient promis ». Des amendes et des peines de prison étaient prescrites et, en cas de deuxième récidive, les contrevenants encouraient la proscription perpétuelle du territoire d’Hornachos. Dans un autre document de l’ordre, daté de 1568, il est signalé que « les femmes et les enfants parlent communément la langue arabique », au point de « ne pas parler ni de savoir » le castillan,.
Les Morisques d’Hornachos alternaient la soumission feinte et la conformité apparente au christianisme, en particulier lors des accès répressifs de l’Inquisition, et la rébellion ouverte. Ils étaient parvenus à décourager presque la population chrétienne de vivre parmi eux. Des agressions contre les voyageurs, assorties de vol ou même de meurtre, avaient fini par inspirer aux chrétiens la terreur d’Hornachos, qu’ils préféraient contourner. Les Morisques jouissaient d’ailleurs du privilège de port d'armes et d’autres libertés accordées par Philippe II, moyennant un tribut de 30 000 ducats. Selon le chroniqueur Salazar de Mendoza, un seul de ces Morisques s’était vu imputer plus de 80 meurtres,.
L’isolement et la cohésion de la communauté d’Hornachos expliquent que cette fidélité à l’Islam ait pu se prolonger pendant un siècle entier après l’interdiction formelle de la religion musulmane, et que les Hornachegos aient réussi pendant toute cette période à défier l’Espagne impériale pour maintenir leur style de vie et leur foi musulmane. Cette longue impunité s’explique par la concentration de plus de trois milliers de Morisques dans une seule et même localité, dans laquelle, en outre, ils dominaient totalement le pouvoir municipal et avaient la haute main sur les fonctions publiques, ce qui leur donnait toute licence pour pratiquer leurs anciennes coutumes musulmanes,, encore qu’en 1582 déjà, sur les dix regidores qui administraient alors le bourg, six étaient des chrétiens de souche et quatre des « naturels », soit des Morisques.
Ils se considéraient comme formant une république et se réunissaient en manière de Conseil d’État dans une caverne de la Sierra, où ils battaient monnaie — préfiguration de leur future république corsaire de Salé, au Maroc, que la solide cohésion de leur communauté les mettra en mesure de créer après la grande déportation de 1609,. S’y ajoutait l’absentéisme des commandeurs et gouverneurs de Santiago, encore qu’au XVIe siècle, il était fait obligation aux commandeurs de Santiago de résider pendant un certain temps dans leurs commanderies. Mais les infractions restées sans sanction demeuraient pourtant courantes,.
Néanmoins, on compte à Hornachos plusieurs suicides et fugues, et surtout un nombre croissant de procès intentés par le Tribunal de l’Inquisition. L’attitude des Morisques constituait un prétexte parfait pour agir contre eux, et pour faire d’Hornachos une source exceptionnelle de recettes pour l’Inquisition et pour les inquisiteurs. Dans la période comprise entre 1540 et 1549, l’Inquisition de Llerena fit passer en jugement six Morisques seulement, mais jusqu’à 121 Hornacheros entre 1590 et 1599, puis entre 1600 et 1609, le nombre de Morisques jugés par le Saint Tribunal monta jusqu’à 292,.
Plusieurs auteurs ont noté une certaine inclination des Hornacheros pour le métier de voiturier, très commun chez les Morisques d’Espagne, grâce à quoi ils étaient au fait de ce qui se passait en Espagne et au dehors, et entretenaient des contacts avec des Turcs et avec des Maures. Diego Clemencín relève que leur expulsion a provoqué un enchérissement des transports, par suite de la disparition de plusieurs milliers de voituriers.
Les Hornacheros continuaient d’exploiter les gisements d’argent et, toujours selon Clemencín, battaient monnaie dans les galeries de mine. Il y a sur le territoire d’Hornachos nombre d’anciennes galeries de mine épuisées ou abandonnées, dont en particulier l’Afortunada (la Fortunée) et la Descuidada (la Délaissée). Appliquant les anciens procédés de leurs ancêtres, ils parvenaient à produire des métaux de bonne qualité, ce dont garde le souvenir à Hornachos une rue dénommée Calle de Platerías.
En 1608, la question des Morisques s’était exacerbée dans toute l’Espagne. L’expulsion de ceux de Valence avait d’ores et déjà été décidée, mais le secret en était gardé. Flairant ce qui arrivait, les Morisques s’inquiétaient ; ceux d’Hornachos en particulier, qui constituaient le noyau le plus difficile à surveiller, montraient une certaine agitation.

### Expulsion

#### Décision d’expulsion et actes législatifs y afférents
L’expulsion générale des Morisques, décrétée par Philippe III en 1609, ne s’explique pas seulement par des sentiments xénophobes, mais aussi par des préoccupations de sécurité nationale. En 1569, un Morisque avait déclaré devant l’Inquisition de Grenade que les Morisques pensaient que la terre d’Espagne serait à nouveau perdue pour les chrétiens et récupérée par les Maures de Berbérie. Un an plus tard, quelques vieux chrétiens d’Hornachos avaient envoyé une missive à Philippe II où ils exprimaient leur crainte d’une possible rébellion des Hornachegos de concert avec d’autres Morisques d’Estrémadure et d’Andalousie avec lesquels ils étaient en contact. Ce climat d’insécurité était exacerbé encore par les attaques corsaires contre le littoral méditerranéen espagnol et par la connivence et les communications qu’il y avait entre les Morisques espagnols et les corsaires barbaresques ; à l’appui de cette thèse, le cas était cité d’un raid ennemi sur l’Èbre à Amposta, lors duquel un Morisque avait figuré comme guide,,.
Cependant, le problème morisque tel que perçu par la société espagnole de l’époque était plus fictif que réel. Les Morisques n’avaient aucun potentiel militaire, n’ayant pas d’armes suffisantes à leur disposition ni ne pouvant compter sur un appui extérieur, en particulier sur l’aide des Barbaresques et des Turcs, attendu que les attaques corsaires sur les côtes méditerranéennes ne s’inscrivaient pas dans un plan de reconquête, à exécuter avec l’aide intérieure des Morisques, mais constituaient de simples actions individuelles dans un but de pure rapine. Du reste, le cas d’Hornachos était singulier en ceci que les Morisques y étaient très majoritaires dans la localité et dans ses alentours,.
Le décret de 1609 disposait que les Morisques masculins adultes soient expulsés, sans égard au fait qu’il y avait au moins une minorité parmi eux qui pouvait être considérée comme convertis sincères. Les autres catégories de population en revanche se voyaient largement accorder des dispenses, en premier lieu les femmes qui, qu’elles aient été Morisques ou chrétiennes mariées à un Morisque, furent autorisées à rester avec leurs enfants, moyennant le consentement de leur époux et l’approbation des chrétiens de souche de chaque localité concernée. Étaient exemptés également les enfants mineurs d’âge, la pragmatique d’expulsion disposant en effet que devaient rester en Espagne tous les enfants des deux sexes de quatre à sept ans, de l’éducation et de l’instruction desquels se chargeraient des familles de chrétiens de souche. Vu qu’à Hornachos même ne subsistaient que peu d’habitants après l’expulsion, il faut admettre que beaucoup d’enfants furent répartis dans d’autres villages. L’historien Manuel Danvila note que les familles d’accueil en eurent la charge jusqu’à ce que les enfants aient atteint l’âge de 12 ans, après quoi les enfants auraient, en guise de contrepartie, à servir leurs tuteurs pendant un nombre égal d’années, à l’issue desquelles ils seraient libres. Les femmes morisques mariées à des chrétiens de souche, au demeurant fort peu nombreuses, étaient également autorisées à rester à Hornachos,.

#### Mise en œuvre
L’expulsion générale des Morisques commença en décembre 1609 par ceux du royaume de Valence, suivi en 1610 de ceux de Grenade, de Murcie et du royaume d’Andalousie. L’ordonnance édictant cette deuxième expulsion, datée du 16 janvier 1610, spécifiait que « seraient également expulsés ceux du bourg d’Hornachos en Estrémadure, quoique qu’ils ne se trouvent pas dans les royaumes précités ». Cette précision était à coup sûr, estime Sánchez Pérez, une conséquence de l’enquête menée à Hornachos l’année précédente par l’alcade de la Cour Gregorio López Madera. En effet, le fait que celui-ci, jurisconsulte de renom, auteur d’ouvrages, chevalier de Santiago, etc. ait été désigné par le roi pour conduire une instruction et une procédure pénale contre les Hornacheros, en séjournant plusieurs mois dans le bourg à différents moments, témoigne de l’importance que revêtait cette affaire pour la Cour royale espagnole,. D’ailleurs, l’ordonnance d’expulsion des Morisques hornachegos fut apportée au bourg par Gregorio López Madera en personne,.
Un certain nombre de récits décrivent les conditions dramatiques du voyage des Hornacheros expulsés, qui eurent à subir sur les chemins de campagne les assauts de brigands,. C’est sous la supervision de López Madera lui-même que les Hornacheros furent emmenés à Séville, où ils furent embarqués à destination de l’Afrique. Ils durent s’acquitter eux-mêmes du montant du passage, en y consacrant l’argent liquide obtenu en vendant en dessous de leur valeur quelques-unes de leurs propriétés avant le départ. Pour le paiement du passage, qui se montait à quelque 22 000 ducats, les Morisques s’entraidaient, confirmant encore par là la grande solidarité entre les Morisques en général et entre les Hornachegos en particulier.
Dans les derniers jours de janvier 1610, trois milliers de personnes avaient ainsi pris le départ en trois expéditions, et le 2 février, le maire d’Hornachos, le gouverneur de la commanderie de Santiago, les prêtres, religieux et chrétiens, restés en ville, célébrèrent une procession en entonnant un Te Deum pour le départ des Morisques. Pedro Salazar de Mendoza s’accorde avec les autres auteurs pour estimer le nombre d’expulsés à 3000.

#### Hornachos après l’expulsion
La plupart des spécialistes s’entendent pour estimer à quelque 3000 le nombre des expulsés d’Hornachos. Compte tenu que 4 000 Morisques environ habitaient à Hornachos, et entre 300 et 500 chrétiens, il doit en être déduit que 25 % environ des Morisques sont restés dans le bourg. D’abord, nombre de Morisques avaient eu soin de confier leurs enfants et leurs épouses à d’autres familles avant de s’en aller, ainsi qu’il ressort des écrits du chroniqueur Ortiz de Tovar, :

« Une fois publiée l’ordonnance dont ils avaient déjà le soupçon, beaucoup s’ôtèrent la vie, et d’autres vendirent leurs propres enfants pour s’alléger de la charge ; d’autres laissèrent leurs femmes ; et d’autres remettaient leurs enfants afin de pouvoir de cette façon se déplacer moins encombrés »

Les registres de baptême de l’église paroissiale semblent confirmer cette conjecture, puisque le nombre des baptêmes consignés se situait en moyenne à 115,45 entre 1590 et 1609, et que cette moyenne a diminué à 53 entre 1611 et 1613, soit une baisse de 54,1 %. Cela semble indiquer que, si la majorité de la population était effectivement morisque, un pourcentage appréciable de celle-ci est resté dans le bourg,. L’examen du nombre de mariages amène à la même conclusion : avant l’expulsion, il était de 35,5 par an, tandis qu’après il s’élevait encore à 17,75, ce qui équivaut à une baisse de moitié environ. Ces données font supposer qu’un bon nombre de Morisques, entre 1000 et 1200, sont restés à Hornachos, ce qui par ailleurs confirmerait l’intuition de l’historien Bernard Vincent selon laquelle une population morisque plus nombreuse qu’admise généralement est restée dans la Péninsule après 1610,.
Bien que de nombreux chrétiens soient venus peupler la bourgade après l’expulsion, attirés par les grandes possibilités d’enrichissement par suite de l’effondrement des prix, Hornachos ne s’en remit jamais totalement. En 1646, le bourg ne comptait toujours que 500 vecinos, c’est-à-dire un peu moins de 2 000 habitants. La situation ne s’améliora pas dans la seconde moitié du XVIIe siècle, vu que les baptêmes n’allaient jamais atteindre les chiffres d’avant le décret d’expulsion.
Les richesses abandonnées par les Morisques après leur exil ont fait l’objet d’un mythe. Les Morisques avaient certes été pour la plupart des travailleurs efficaces, dans chacun des trois secteurs économiques, mais en même temps, ils s’étaient considérablement appauvris tout au long du XVIe siècle, à la suite d’une pression fiscale excessive, d’amendes nombreuses et de la confiscation de leurs propriétés. En particulier, les condamnations à des peines pécuniaires par les inquisiteurs de Llerena avaient fait des Morisques une exceptionnelle source de recettes. S’y ajoute le fait que beaucoup d’Hornacheros, redoutant leur expulsion, se dessaisirent précipitamment de leurs propriétés en les vendant en dessous de leur valeur. Dès le décret de conversion de février 1502, nombre d’Hornachegos, pensant être bientôt expulsés d’Espagne, avaient vendu leurs biens-fonds au plus offrant, même si finalement la majorité d’entre eux accepta le baptême et resta. L’on sait d’autre part qu’à Almería, après l’expulsion des Morisques consécutivement au soulèvement de 1568, la majeure partie de leurs propriétés se trouvaient fortement grevées de charges et servitudes perpétuelles. La perte de main-d'œuvre, ajoutée à l’impossibilité de récupérer ces charges en faveur de l’Église, et les biens appartenant aux Conseils et à des particuliers, provoquèrent une dépression économique qui allait se prolonger jusqu’au XVIIe siècle.
Aussi les biens abandonnés par les Morisques se révélèrent-ils beaucoup moins abondants que ce qui avait été escompté par la Couronne d’Espagne. Les recettes provenant de la vente par l’État des biens des expulsés se ressentirent des charges pesant sur les biens-fonds et consécutives pour la plupart aux sanctions pécuniaires périodiquement infligées par les inquisiteurs de Llerena.

### Installation au Maroc
Les Hornacheros durent débarquer en quelque endroit de la côte marocaine non loin de Tétouan, puisque c’est à proximité de cette ville qu’ils allaient se retrouver dans les premiers mois de 1610. Beaucoup d’entre eux faisaient alors partie d’un corps d’Andalous au service du sultan Mouley Zidane. C’est l’époque dite de la grande désunion, où deux prétendants, Mouley Zidane à Marrakech et Ibn Abî Mahalli à Fès, se disputaient le trône devenu vacant par la mort en 1603 du sultan Ahmed ben Ismaïl Ahmed ed-Dahabi. Cette lutte allait se prolonger sur de longues années.
Arrivés à Tétouan, les Morisques ne furent pas bien accueillis ni bien traités. Ils étaient habillés à l’espagnole, devaient largement ignorer la langue arabe, et s’appelaient les uns les autres par des noms de saints chrétiens et par leurs patronymes castillans. Selon Cabrera de Córdoba, « quelques Morisques auraient été lapidés, ou exécutés par d’autres modes de supplice, pour n’avoir pas voulu entrer dans les mosquées en compagnie des Maures »,. Ils furent bientôt nommés les en-nessara el castilien, c’est-à-dire « les chrétiens de Castille » (littér. Nazaréens de Castille).
Cette incompatibilité religieuse est confirmée par quelques témoignages, notamment de pères capucins en 1625, qui affirmaient que beaucoup étaient des chrétiens en leur cœur, et du diplomate anglais John Harrison. Dans une lettre adressée au duc de Medina Sidonia en 1961, les Morisques déclaraient que beaucoup d’entre eux étaient chrétiens, qu’ils avaient été martyrisés par les Arabes et qu’ils étaient morts pour leur foi en Jésus-Christ.
Groupés donc d’abord à Tétouan, puis à Salé, tout en conservant intacte leur cohésion, les Hornachegos surent créer une sorte de république, la République des corsaires de Salé, qui, en dépit des sultans, se maintint indépendante pendant environ 40 ans et avec laquelle quelques puissances européennes furent amenées à traiter et à signer des accords.

### La république de Salé
En 1613, le corps de troupes dont faisaient partie les Hornacheros fut transférée vers Salé, où il se vit confier la garnison de la Kasbah, sise aujourd’hui à Rabat (autrefois appelé Salé-la-Neuve), sur la rive gauche du fleuve Bouregreg. La Kasbah, forteresse vaste comme un village, alors en mauvais état, avait pour fonction de surveiller l’embouchure du fleuve ainsi que la mer,. Les Hornacheros s’y installèrent, aux côtés du caïd chérifien qui les commandait, et se mirent en devoir de réparer et de garnir de tours de défense les murailles d’enceinte de la Kasbah, à l’intérieur de laquelle ils construisirent des logements pour leurs familles. Après la prise de Larache et de Melilla par les Espagnols, Salé était devenu pour les Marocains le point d’appui côtier le plus précieux. Mouley Zidane mit à profit le ressentiment des Hornachegos envers les Espagnols pour les amener à s’embarquer, aux côtés de marins marocains et de renégats européens, sur des vaisseaux corsaires et à s’engager dans la guerre de course.
En 1626, les Hornachegos, voulant se rendre maîtres de la Kasbah de Salé, tuèrent sous un prétexte le caïd Ez-Zérouri, tout en acceptant de continuer à payer la dîme sur le butin de mer. Pour parachever leur coup de force, ils tuèrent aussi le nouveau caïd, se proclamèrent indépendants dans la foulée, et poursuivirent la piraterie pour leur propre compte. Ils établirent une république, semblable à celle qu’ils avaient mise en place à Hornachos, où le pouvoir reposait aux mains d’un chef ou alcade, élu chaque année et assisté d’un conseil ou divan de quatorze membres.
En 1630 éclata un conflit armé entre les Morisques andalous (au nombre de 8000 env., qui réclamaient une participation au gouvernement et une partie des recettes) et ceux d’Hornachos (3000 individus env.). L’un et l’autre camp avait des soutiens dans la population marocaine. En mai de la même année, au vu du péril commun, les hostilités furent suspendues et un accord fut signé stipulant que : 1) les Andalous éliraient un caïd qui résiderait dans la Kasbah ; 2) le divan se composerait de 16 membres, pour moitié andalous ; 3) les deux groupes se répartiraient à égalité le butin de mer et les recettes douanières,.

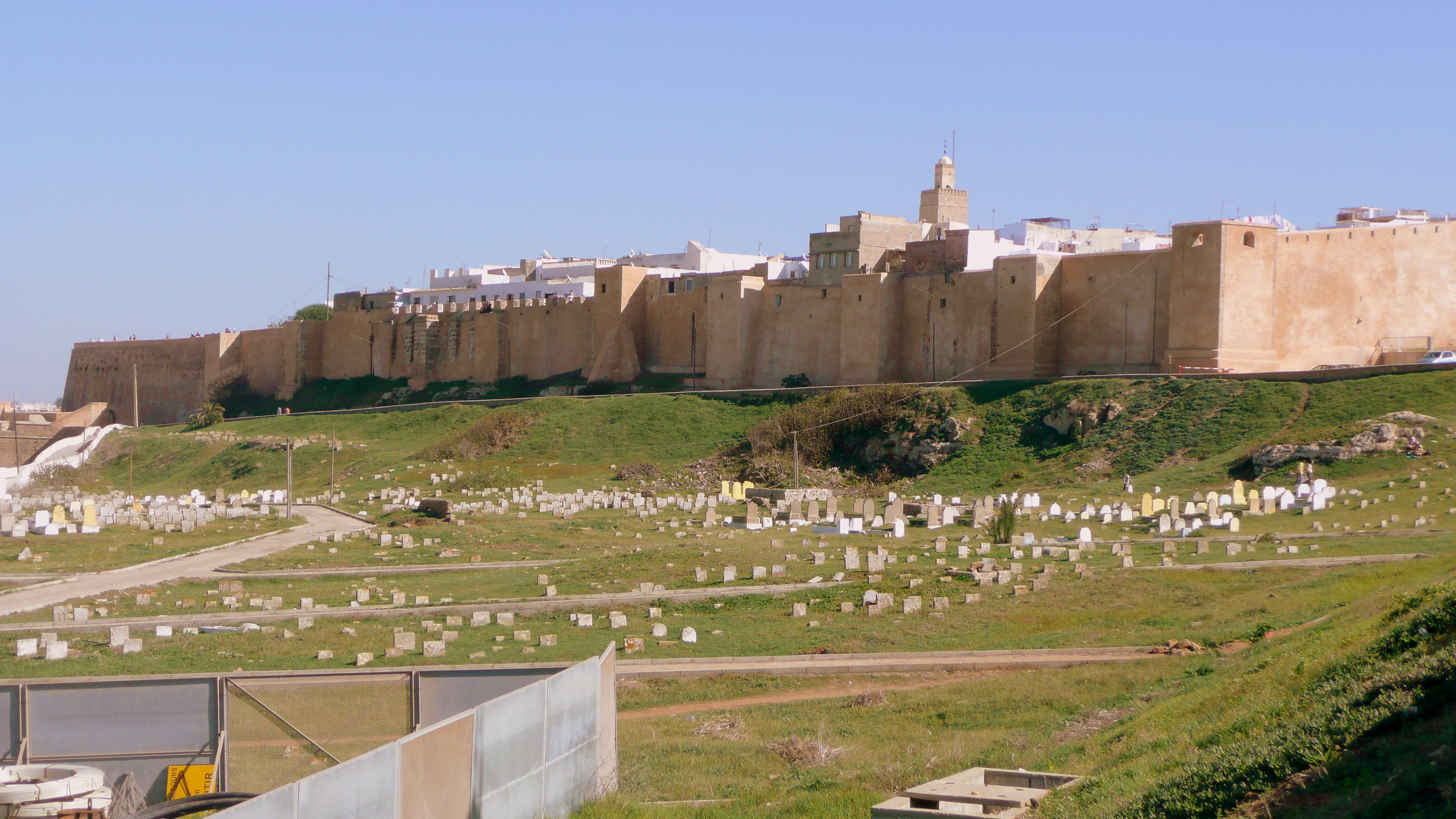
La Kasbah des Oudayas à Salé.

Tant dans la ville de Salé-la-Neuve que dans la Kasbah même, des commerçants et banquiers français, anglais et juifs hollandais s’étaient établis, que les Hornachegos toléraient. Quand il advenait que les navires desdits pays causaient des dommages aux embarcations morisques, les Hornachegos se vengeaient sur eux. Puisant dans leur propre trésor, ils mirent sur pied leur flotte particulière, qui comportait en moyenne une quarantaine de vaisseaux, marchant à voile ou à rames, mais à faible tirant d'eau en considération des hauts-fonds de l’embouchure du Bouregreg. À cette construction navale travaillaient des Morisques et des spécialistes européens, principalement hollandais. Beaucoup d’aventuriers européens remplissaient des offices importants (chirurgien, pilote, capitaine, charpentier…). Un des plus célèbres capitaines était un Hollandais originaire de Haarlem. Les rameurs étaient des esclaves noirs ou des captifs européens.
Au long de leur période d’indépendance, les corsaires de Salé capturèrent quelque 6 000 personnes. La valeur des butins dépassait les 15 millions de livres, ce qui porta les compagnies d’assurances à augmenter leurs primes. De 1626 à 1636, la douane de Salé perçut 26 millions de ducats. Les corsaires de Salé opéraient des Canaries jusqu’à Brest, et poussaient à l’occasion jusqu’à Terre-Neuve et jusqu’aux îles Britanniques ; l’un de leurs vaisseaux fut même capturé dans les eaux de la Tamise. Ils ne s’aventuraient que rarement en Méditerranée, où la course était monopolisée par les pirates algériens. À la faveur des luttes intestines au Maroc et des rivalités entre nations européennes, propices aux flibustiers de Salé, ils s’enhardirent à reporter leurs appétits sur la route des Indes, mais ce fut au prix de représailles de la part des escadres européennes.
Les Hornacheros déployaient aussi une activité diplomatique, signant des traités avec les États européens. Le capitaine anglais John Harrison fut le premier à entrer en pourparlers avec Salé dès 1626, obtenant la libération de captifs en échange de pièces d’artillerie. La France également s’efforça de faire libérer ses sujets captifs, à l’effet de quoi Richelieu dépêcha sept navires, qu’accueillirent d’abord, sans les atteindre, des coups de canon. À l’issue d’un été de canonnades, de tractations et de blocus, on parvint à un accord stipulant que les 120 Français captifs seraient remis en liberté moyennant paiement d’une rançon, accord qui en raison d’intempéries ne put être exécuté que l’année suivante. En 1631 encore, la France parvint à délivrer 404 de ses sujets après acquittement d’une forte somme. Avec les Pays-Bas, Salé conclut plusieurs traités de paix, dont l’un fut signé par l’amiral De Ruyter en 1657. Il est notable que ces traités, ainsi que les lettres et communications, étaient rédigées en espagnol, ce qui semble indiquer que les Hornachegos ne savaient toujours s’exprimer que dans cette langue.
Les gens d’Hornachos et ceux d’Andalousie résidant à Salé étaient restés en rapport avec les Espagnols des places de La Mamora et de Larache, de même qu’avec le duc de Medina Sidonia, qui allait par l’envoi de vivres venir en aide aux Hornacheros lorsque la Kasbah fut assiégée par el-Ayachi ou subissait le blocus des Anglais. En 1631, les Hornacheros offrirent au duc de remettre la forteresse à l’Espagne, en échange d’une autorisation de retourner à Hornachos et d’y vivre dans les mêmes conditions qu’avant leur expulsion, tout en récupérant leurs enfants,,. Une proposition semblable fut à nouveau faite en 1660. Dans une missive adressée au roi Philippe IV, le duc exposa les conditions mises par les Hornachegos de Salé pour la cession de la Kasbah à l’Espagne :

« Que Votre Majesté leur donne le lieu d’Hornachos où ils iront vivre et que les habitants qui y vivent aujourd’hui s’en aillent ailleurs, et qu’eux-mêmes les dédommageront des maisons et héritages qu’ils laisseront, en les estimant à leur juste valeur. Ils doivent être gouvernés par des Morisques ; qu’il n’y ait parmi eux que des curés, ecclésiastiques et moines qui les instruisent dans la foi du Christ et leur administrent les Sacrements, attendu qu’ils doivent suivre la foi chrétienne, et que le Saint-Office de l’Inquisition châtie ceux qui ne la suivent pas, au même titre que les autres sujets de Sa Majesté, excepté ceux nés en Berbérie, qui ne peuvent entrer dans la foi aussi promptement et avec la même perfection que ceux qui la savent déjà [...]. Qu’ils puissent garder les privilèges que leur accorda Philippe II [...], sans qu’il y ait une différence entre eux et les autres sujets quant aux tributs, impôts et dîmes ; que l’argent et les biens qu’ils emporteront avec eux ne leur seront pas enlevés, et qu’au contraire ils pourront en avoir la jouissance ; ils disent qu’ils donneront des informations sur les captifs, dont beaucoup sont des chrétiens [...] ; qu’eux-mêmes arriveraient en bateau à Séville [...], que tous les navires reviendront à Votre Majesté ; qu’une fois en Espagne, Votre Majesté fera restituer les enfants enlevés au moment de l’expulsion à leurs parents si ceux-ci ont des nouvelles d’eux, car beaucoup correspondent avec eux et savent où ils se trouvent. Ils remettront à Votre Majesté le fort de Salé et y laisseront des provisions pour deux ans, des pièces d’artillerie très bonnes qui leur sont venues d’Angleterre [...] ; qu’ils dépouilleront avant leur départ la juiverie, qui est fort riche, et les autres commerces de marchands hollandais et français qu’il y a dans la Kasbah et la remettront ensuite à Votre Majesté ; qu’ils emporteront les chevaux, le bétail, les habits, l’artillerie, etc., et qu’en échange de cela Votre Majesté leur remette 200 livres  d’or et deux millions de méticals ; qu’ils remettront les lettres, papiers et correspondances qu’ils ont eus avec le Roi Sérénissime d’Angleterre, avec le bourgmestre d’Amsterdam et avec les Français de Marseille, et qui sont très importants en effet pour Votre Majesté pour se venger de ces nations qu’ils ont en horreur et qu’ils tiennent pour traîtres ; qu’ils tâcheront de tuer le morabo Mohammed el-Ayachi, par quoi cesseront les sièges et les perturbations à la frontière de Votre Majesté en Afrique ». »

Dans son mémoire au roi, le duc compléta les propositions des Hornacheros par les précisions suivantes :

« Les Morisques qui résident dans ladite Kasbah sont de ceux qui partirent de Hornajos (sic) et d’Andalousie et qui tiennent plus de chrétiens que de Maures. Ceux d’Hornachos habitent à l’intérieur du château et sont ceux qui gouvernent ; ceux d’Andalousie habitent dans le faubourg. Sur le sujet du gouvernement, ils ont mené entre eux des guerres civiles, car ceux du château voulaient gouverner toujours et ceux du faubourg aspirent à ce que le gouvernement soit partagé et que les uns gouvernent une année, et les autres, une autre. »

Leur proposition étant restée sans suite, ils répétèrent la même aux Anglais, sans plus de résultat,.
La dénommée république indépendante des corsaires de Salé, fondée en 1626, se termina en 1666, après que le raïs Abou el Abbas Ahmed Gailan, qui avait placé sous son autorité les gens de Salé et qui avait pris un Hornachego pour secrétaire, fut vaincu à son tour par le sultan Moulay Rachid.
Selon la documentation de l’époque, nombre de Hornacheros étaient déjà retournés en Espagne clandestinement, notamment à Séville, où ils exerçaient l’office d’épicier, et aussi à Utrera et Villamartín. Ceux qui ont échappé aux persécutions d’el-Ayachi et sont restés au Maroc, ont fini par se diluer dans la population marocaine. Quasi tous connaissent leur origine et ont gardé, en combinaison avec un prénom arabe, le patronyme que leurs ancêtres avaient à Hornachos, dont notamment Zapata, Vargas, Chamorro, Mendoza, Guevara, Álvarez et Cuevas, parmi d’autres,.
Depuis 2004, la ville de Rabat est jumelée avec Hornachos.

## Patrimoine

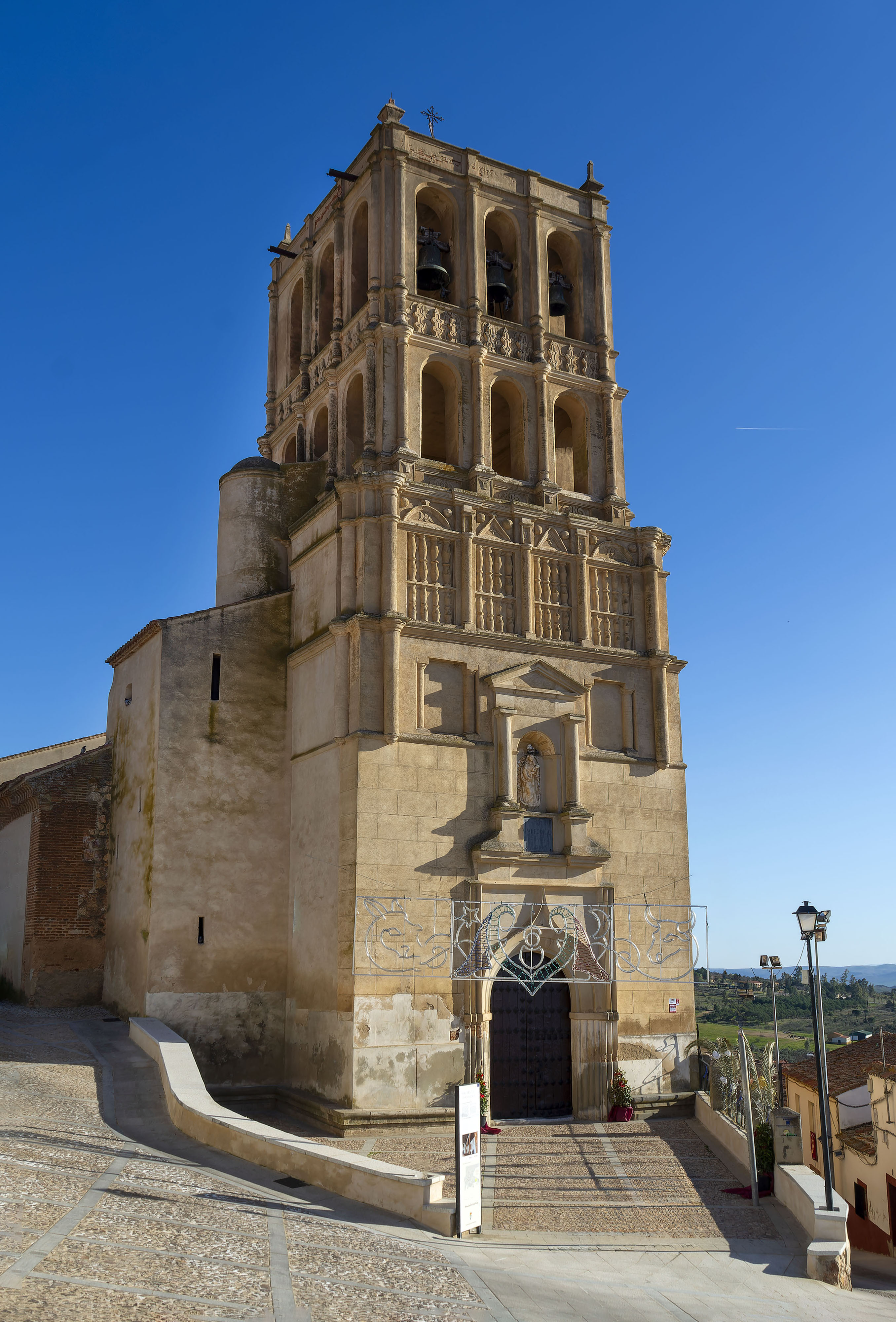
Clocher et portail d’entrée de l’église de l’Immaculée Conception.

L’église paroissiale Notre-Dame-de-l’Immaculée-Conception (Iglesia Parroquial de la Purísima Concepción) est classée au titre des Biens d’intérêt culturel. Commencée au XIIIe siècle, et achevée de construire au XVe siècle, son plan au sol est roman, de type basilical, composé de trois vaisseaux, avec portail gothique surmonté d’un arc en accolade. La décoration est mudéjar. Le clocher, daté du XVIIe siècle, est à trois niveaux, celui du haut présentant 24 ouvertures. L’édifice passe pour l’un des meilleurs exposants du style mudéjar estrémègne,.
L’église de l’ancien couvent de San Ildefonso fut ordonnée de construire en 1530 par l’Inquisiteur général et archevêque de Badajoz Alonso Manrique. Elle se compose d’un vaisseau unique à voûte en berceau et comporte une porterie de style baroque.
La Tercia ou le Pósito, datant de l’époque mudéjar, est un ancien entrepôt, formé de deux nefs en briques, à voûte en berceau, reposant sur quatre arcs à piliers de brique et de mortier. Le bâtiment héberge le Centro de Interpretación de la Cultura Morisca, institut d’étude de l’histoire et de la culture morisques.
À signaler encore : l’église Nuestra Señora de los Remedios, édifiée en 1580 ; un ensemble de fontaines anciennes, dont celle dite des Maures (Fuente de los Moros), aux eaux abondantes, et celle des Chrétiens, moins abondante ; la Casa de Gobernación de l’ordre de Santiago, où siégeait l’une des dix commandeurs de l’ordre.